# Lista över insjöar i Sverige med namn som slutar med -göl (Småland A-O)
göl  ingår i namnet på följande insjöar i Sverige som har Wikipedia-artikel:

## Småland A-O
- Abborragöl (Bondstorps socken, Småland), sjö i Vaggeryds kommun och Småland 57°33′37″N 13°57′43″Ö / 57.56021°N 13.96183°Ö
- Abborragöl (Ekeberga socken, Småland), sjö i Lessebo kommun och Småland 56°53′30″N 15°30′32″Ö / 56.89169°N 15.50875°Ö
- Abborragöl (Tingsås socken, Småland), sjö i Tingsryds kommun och Småland 56°22′33″N 14°53′02″Ö / 56.37575°N 14.88399°Ö
- Abborregöl (Fliseryds socken, Småland), sjö i Mönsterås kommun och Småland 57°12′04″N 16°09′28″Ö / 57.20118°N 16.15778°Ö
- Abborregöl (Hjorteds socken, Småland, 638457-152874), sjö i Västerviks kommun och Småland 57°35′07″N 16°17′08″Ö / 57.58534°N 16.28569°Ö
- Abborregöl (Hjorteds socken, Småland, 638885-152622), sjö i Västerviks kommun och Småland 57°37′26″N 16°14′38″Ö / 57.62392°N 16.24402°Ö
- Abborregöl (Vena socken, Småland), sjö i Hultsfreds kommun och Småland 57°31′36″N 15°45′44″Ö / 57.52671°N 15.76215°Ö
- Abborrgöl, sjö i Västerviks kommun och Småland 57°42′04″N 16°15′56″Ö / 57.70107°N 16.26558°Ö
- Adams göl, sjö i Växjö kommun och Småland 57°09′46″N 14°33′38″Ö / 57.16289°N 14.56053°Ö
- Agnagöl, sjö i Tingsryds kommun och Småland 56°26′47″N 14°50′52″Ö / 56.44634°N 14.84790°Ö
- Alsbogöl, sjö i Emmaboda kommun och Småland 56°42′21″N 15°35′23″Ö / 56.70588°N 15.58973°Ö
- Alsjö göl, sjö i Emmaboda kommun och Småland 56°37′29″N 15°37′37″Ö / 56.62476°N 15.62685°Ö
- Andagöl, sjö i Nybro kommun och Småland 57°01′06″N 15°53′55″Ö / 57.01836°N 15.89857°Ö
- Andersbogöl, sjö i Västerviks kommun och Småland 58°01′46″N 16°15′15″Ö / 58.02955°N 16.25422°Ö
- Andsjögöl, sjö i Lessebo kommun och Småland 56°50′02″N 15°31′16″Ö / 56.83398°N 15.52117°Ö
- Annegöl, sjö i Hultsfreds kommun och Småland 57°18′24″N 15°43′25″Ö / 57.30661°N 15.72359°Ö
- Antvardsgöl, sjö i Västerviks kommun och Småland 58°05′08″N 16°13′22″Ö / 58.08559°N 16.22288°Ö
- Arnagöl, sjö i Tingsryds kommun och Småland 56°27′51″N 14°59′55″Ö / 56.46429°N 14.99865°Ö
- Artegöl, sjö i Oskarshamns kommun och Småland 57°23′32″N 16°06′28″Ö / 57.39230°N 16.10789°Ö
- Arvegöl, sjö i Jönköpings kommun och Småland 57°37′09″N 13°54′34″Ö / 57.61916°N 13.90947°Ö
- Arvidsgöl, sjö i Hultsfreds kommun och Småland 57°19′04″N 16°01′05″Ö / 57.31778°N 16.01799°Ö
- Aspegöl, sjö i Eksjö kommun och Småland 57°38′16″N 14°53′22″Ö / 57.63770°N 14.88939°Ö
- Avegöl (Bäckseda socken, Småland), sjö i Vetlanda kommun och Småland 57°20′11″N 15°11′18″Ö / 57.33628°N 15.18834°Ö
- Avegöl (Döderhults socken, Småland), sjö i Oskarshamns kommun och Småland 57°17′21″N 16°19′45″Ö / 57.28921°N 16.32910°Ö
- Avegöl (Forserums socken, Småland), sjö i Nässjö kommun och Småland 57°41′16″N 14°29′39″Ö / 57.68765°N 14.49428°Ö
- Avegöl (Karlstorps socken, Småland), sjö i Vetlanda kommun och Småland 57°28′55″N 15°36′36″Ö / 57.48194°N 15.61000°Ö
- Avegöl (Älghults socken, Småland), sjö i Uppvidinge kommun och Småland 56°56′02″N 15°35′46″Ö / 56.93381°N 15.59613°Ö
- Avgöl, sjö i Hultsfreds kommun och Småland 57°30′21″N 16°06′31″Ö / 57.50571°N 16.10865°Ö
- Axgöl (Hallingebergs socken, Småland), sjö i Västerviks kommun och Småland 57°42′08″N 16°20′48″Ö / 57.70209°N 16.34661°Ö
- Axgöl (Tryserums socken, Småland), sjö i Valdemarsviks kommun och Småland 58°11′04″N 16°24′56″Ö / 58.18439°N 16.41561°Ö
- Backa göl, sjö i Lessebo kommun och Småland 56°40′10″N 15°19′25″Ö / 56.66957°N 15.32358°Ö
- Backagöl (Hovmantorps socken, Småland), sjö i Lessebo kommun och Småland 56°47′29″N 15°15′42″Ö / 56.79145°N 15.26164°Ö
- Backagöl (Långasjö socken, Småland), sjö i Emmaboda kommun och Småland 56°34′41″N 15°23′20″Ö / 56.57812°N 15.38902°Ö
- Backgöl, sjö i Emmaboda kommun och Småland 56°34′54″N 15°38′58″Ö / 56.58177°N 15.64935°Ö
- Baggatorpagöl, sjö i Uppvidinge kommun och Småland 57°11′36″N 15°15′36″Ö / 57.19321°N 15.25987°Ö
- Balgöl, sjö i Oskarshamns kommun och Småland 57°31′58″N 16°30′38″Ö / 57.53266°N 16.51054°Ö
- Barnagöl (Nottebäcks socken, Småland), sjö i Uppvidinge kommun och Småland 57°08′13″N 15°10′31″Ö / 57.13705°N 15.17531°Ö
- Barnagöl (Södra Sandsjö socken, Småland), sjö i Tingsryds kommun och Småland 56°33′23″N 15°10′25″Ö / 56.55637°N 15.17363°Ö
- Barnegöl (Locknevi socken, Småland), sjö i Vimmerby kommun och Småland 57°48′13″N 16°06′11″Ö / 57.80364°N 16.10307°Ö
- Barnegöl (Målilla socken, Småland), sjö i Hultsfreds kommun och Småland 57°25′19″N 15°42′34″Ö / 57.42181°N 15.70935°Ö
- Barngöl (Dalhems socken, Småland), sjö i Västerviks kommun och Småland 57°59′15″N 16°09′21″Ö / 57.98757°N 16.15581°Ö
- Barngöl (Gladhammars socken, Småland), sjö i Västerviks kommun och Småland 57°40′52″N 16°30′21″Ö / 57.68111°N 16.50571°Ö
- Bassebergsgöl, sjö i Vaggeryds kommun och Småland 57°27′29″N 13°55′52″Ö / 57.45801°N 13.93116°Ö
- Bassegöl, sjö i Högsby kommun och Småland 57°03′10″N 15°59′19″Ö / 57.05274°N 15.98863°Ö
- Bastanäsagöl, sjö i Tingsryds kommun och Småland 56°38′40″N 15°10′20″Ö / 56.64456°N 15.17231°Ö
- Bastegöl (Eksjö socken, Småland), sjö i Eksjö kommun och Småland 57°42′45″N 14°55′20″Ö / 57.71246°N 14.92223°Ö
- Bastegöl (Hjälmseryds socken, Småland), sjö i Sävsjö kommun och Småland 57°11′49″N 14°30′57″Ö / 57.19693°N 14.51587°Ö
- Bastegöl (Kråksmåla socken, Småland, 631923-150329), sjö i Nybro kommun och Småland 56°59′58″N 15°51′34″Ö / 56.99953°N 15.85936°Ö
- Bastegöl (Kråksmåla socken, Småland, 632080-150966), sjö i Nybro kommun och Småland 57°00′49″N 15°57′51″Ö / 57.01354°N 15.96424°Ö
- Bastegöl (Mörlunda socken, Småland, 634812-150949), sjö i Hultsfreds kommun och Småland 57°15′32″N 15°57′45″Ö / 57.25886°N 15.96247°Ö
- Bastegöl (Mörlunda socken, Småland, 635058-150132), sjö i Hultsfreds kommun och Småland 57°16′38″N 15°49′39″Ö / 57.27728°N 15.82760°Ö
- Bastgöl (Fågelfors socken, Småland), sjö i Högsby kommun och Småland 57°08′44″N 15°50′17″Ö / 57.14554°N 15.83793°Ö
- Bastgöl (Mortorps socken, Småland), sjö i Kalmar kommun och Småland 56°38′33″N 15°56′41″Ö / 56.64250°N 15.94475°Ö
- Bergagöl (Fagerhults socken, Småland), sjö i Hultsfreds kommun och Småland 57°12′28″N 15°35′09″Ö / 57.20785°N 15.58580°Ö
- Bergagöl (Kållerstads socken, Småland), sjö i Gislaveds kommun och Småland 57°04′59″N 13°29′57″Ö / 57.08301°N 13.49912°Ö
- Berggöl (Hallingebergs socken, Småland), sjö i Västerviks kommun och Småland 57°41′38″N 16°21′40″Ö / 57.69386°N 16.36107°Ö
- Berggöl (Hjorteds socken, Småland), sjö i Västerviks kommun och Småland 57°36′58″N 16°27′17″Ö / 57.61602°N 16.45476°Ö
- Berggöl (Högsby socken, Småland), sjö i Högsby kommun och Småland 57°08′09″N 15°54′06″Ö / 57.13590°N 15.90167°Ö
- Berkegöl (Fagerhults socken, Småland), sjö i Högsby kommun och Småland 57°08′27″N 15°48′00″Ö / 57.14088°N 15.79994°Ö
- Berkegöl (Fliseryds socken, Småland), sjö i Mönsterås kommun och Småland 57°11′31″N 16°18′00″Ö / 57.19190°N 16.30010°Ö
- Berkgöl, sjö i Oskarshamns kommun och Småland 57°33′22″N 16°31′43″Ö / 57.55617°N 16.52854°Ö
- Bessåsagöl, sjö i Vaggeryds kommun och Småland 57°31′39″N 14°02′19″Ö / 57.52737°N 14.03862°Ö
- Betingagöl, sjö i Jönköpings kommun och Småland 57°47′04″N 13°54′59″Ö / 57.78452°N 13.91644°Ö
- Billa göl, sjö i Uppvidinge kommun och Småland 56°53′51″N 15°13′35″Ö / 56.89762°N 15.22629°Ö
- Bjurshulta göl, sjö i Sävsjö kommun och Småland 57°28′35″N 14°28′14″Ö / 57.47628°N 14.47053°Ö
- Bjärkagöl, sjö i Hultsfreds kommun och Småland 57°28′36″N 16°00′38″Ö / 57.47654°N 16.01057°Ö
- Björkegöl (Bäckaby socken, Småland), sjö i Vetlanda kommun och Småland 57°15′16″N 15°00′05″Ö / 57.25441°N 15.00149°Ö
- Björkegöl (Åseda socken, Småland), sjö i Uppvidinge kommun och Småland 57°05′57″N 15°28′37″Ö / 57.09905°N 15.47706°Ö
- Björkgöl (Bondstorps socken, Småland), sjö i Vaggeryds kommun och Småland 57°30′40″N 13°57′59″Ö / 57.51115°N 13.96631°Ö
- Björksebo göl, sjö i Hultsfreds kommun och Småland 57°34′08″N 15°57′15″Ö / 57.56902°N 15.95427°Ö
- Björksgöl, sjö i Västerviks kommun och Småland 57°59′57″N 16°15′33″Ö / 57.99910°N 16.25925°Ö
- Björksnasegöl, sjö i Västerviks kommun och Småland 57°44′18″N 16°31′46″Ö / 57.73845°N 16.52948°Ö
- Björnagöl, sjö i Nybro kommun och Småland 57°01′51″N 15°50′03″Ö / 57.03087°N 15.83405°Ö
- Björnfällegöl, sjö i Sävsjö kommun och Småland 57°18′57″N 14°40′26″Ö / 57.31573°N 14.67386°Ö
- Björngöl (Blackstads socken, Småland), sjö i Västerviks kommun och Småland 57°49′48″N 16°10′03″Ö / 57.82996°N 16.16741°Ö
- Björngöl (Hjorteds socken, Småland, 638209-153523), sjö i Västerviks kommun och Småland 57°33′45″N 16°23′38″Ö / 57.56262°N 16.39383°Ö
- Björngöl (Hjorteds socken, Småland, 639084-153664), sjö i Västerviks kommun och Småland 57°38′28″N 16°25′07″Ö / 57.64107°N 16.41870°Ö
- Blixtorpagöl, sjö i Vimmerby kommun och Småland 57°35′45″N 16°12′06″Ö / 57.59587°N 16.20171°Ö
- Blodgöl, sjö i Vaggeryds kommun och Småland 57°36′33″N 13°55′06″Ö / 57.60915°N 13.91836°Ö
- Blågöl (Ekeberga socken, Småland), sjö i Lessebo kommun och Småland 56°51′15″N 15°24′12″Ö / 56.85413°N 15.40333°Ö
- Blågöl (Gärdserums socken, Småland), sjö i Åtvidabergs kommun och Småland 58°09′07″N 16°14′48″Ö / 58.15195°N 16.24675°Ö
- Blågöl (Lenhovda socken, Småland), sjö i Uppvidinge kommun och Småland 56°56′46″N 15°29′40″Ö / 56.94608°N 15.49435°Ö
- Blågöl (Lönneberga socken, Småland), sjö i Hultsfreds kommun och Småland 57°34′35″N 15°45′25″Ö / 57.57637°N 15.75691°Ö
- Blågöl (Ukna socken, Småland), sjö i Västerviks kommun och Småland 58°05′52″N 16°11′36″Ö / 58.09790°N 16.19335°Ö
- Blågöl (Vena socken, Småland), sjö i Hultsfreds kommun och Småland 57°33′44″N 15°59′13″Ö / 57.56224°N 15.98682°Ö
- Blågöl (Vimmerby socken, Småland), sjö i Vimmerby kommun och Småland 57°39′02″N 15°45′08″Ö / 57.65044°N 15.75212°Ö
- Blågöl (Västra Eds socken, Småland), sjö i Västerviks kommun och Småland 58°04′27″N 16°25′18″Ö / 58.07428°N 16.42153°Ö
- Boaltagöl, sjö i Hylte kommun och Småland 56°55′16″N 13°18′36″Ö / 56.92118°N 13.30987°Ö
- Boarumsgöl, sjö i Oskarshamns kommun och Småland 57°25′18″N 16°15′41″Ö / 57.42156°N 16.26141°Ö
- Bockagöl, sjö i Uppvidinge kommun och Småland 56°58′06″N 15°42′36″Ö / 56.96825°N 15.71004°Ö
- Boda Gatgöl, sjö i Oskarshamns kommun och Småland 57°29′53″N 16°22′59″Ö / 57.49793°N 16.38312°Ö
- Boda göl, sjö i Hultsfreds kommun och Småland 57°15′55″N 15°50′38″Ö / 57.26515°N 15.84383°Ö
- Bogöl (Gärdserums socken, Småland), sjö i Åtvidabergs kommun och Småland 58°12′32″N 16°13′42″Ö / 58.20894°N 16.22841°Ö
- Bogöl (Hallingebergs socken, Småland), sjö i Västerviks kommun och Småland 57°43′52″N 16°14′37″Ö / 57.73114°N 16.24364°Ö
- Bogöl (Målilla socken, Småland), sjö i Hultsfreds kommun och Småland 57°26′02″N 15°58′31″Ö / 57.43385°N 15.97537°Ö
- Bongebogöl, sjö i Vaggeryds kommun och Småland 57°32′47″N 13°58′01″Ö / 57.54646°N 13.96704°Ö
- Borgegöl, sjö i Hultsfreds kommun och Småland 57°19′09″N 15°56′05″Ö / 57.31924°N 15.93484°Ö
- Borghultegöl, sjö i Västerviks kommun och Småland 57°51′37″N 16°18′38″Ö / 57.86027°N 16.31057°Ö
- Bosarydsgöl, sjö i Vaggeryds kommun och Småland 57°26′58″N 14°21′02″Ö / 57.44945°N 14.35057°Ö
- Bosgöl, sjö i Vetlanda kommun och Småland 57°28′21″N 14°57′58″Ö / 57.47247°N 14.96620°Ö
- Botorpegöl (Hallingebergs socken, Småland), sjö i Västerviks kommun och Småland 57°50′34″N 16°22′15″Ö / 57.84269°N 16.37094°Ö
- Botorpegöl (Odensvi socken, Småland), sjö i Västerviks kommun och Småland 57°57′22″N 16°09′05″Ö / 57.95598°N 16.15145°Ö
- Brandsgöl, sjö i Åtvidabergs kommun och Småland 58°12′17″N 16°14′22″Ö / 58.20477°N 16.23941°Ö
- Bredegöl (Myresjö socken, Småland), sjö i Vetlanda kommun och Småland 57°20′01″N 15°03′24″Ö / 57.33350°N 15.05655°Ö
- Bredegöl (Näshults socken, Småland), sjö i Vetlanda kommun och Småland 57°15′45″N 15°26′53″Ö / 57.26258°N 15.44793°Ö
- Bredgöl (Hallingebergs socken, Småland, 640338-153070), sjö i Västerviks kommun och Småland 57°45′15″N 16°19′15″Ö / 57.75410°N 16.32084°Ö
- Bredgöl (Hallingebergs socken, Småland, 641382-153100), sjö i Västerviks kommun och Småland 57°50′52″N 16°19′16″Ö / 57.84775°N 16.32117°Ö
- Bredgöl (Locknevi socken, Småland), sjö i Vimmerby kommun och Småland 57°48′55″N 15°59′35″Ö / 57.81526°N 15.99296°Ö
- Bredvassa göl, sjö i Västerviks kommun och Småland 57°55′20″N 16°42′48″Ö / 57.92223°N 16.71340°Ö
- Brittegöl, sjö i Tingsryds kommun och Småland 56°27′02″N 14°55′56″Ö / 56.45046°N 14.93213°Ö
- Brogöl (Hjorteds socken, Småland), sjö i Västerviks kommun och Småland 57°36′41″N 16°15′09″Ö / 57.61150°N 16.25258°Ö
- Brogöl (Tveta socken, Småland), sjö i Hultsfreds kommun och Småland 57°18′36″N 15°43′08″Ö / 57.31011°N 15.71893°Ö
- Brogöl (Virserums socken, Småland), sjö i Hultsfreds kommun och Småland 57°15′04″N 15°30′26″Ö / 57.25115°N 15.50719°Ö
- Brokegöl, sjö i Oskarshamns kommun och Småland 57°18′40″N 16°20′44″Ö / 57.31123°N 16.34567°Ö
- Brombo göl, sjö i Emmaboda kommun och Småland 56°33′33″N 15°36′18″Ö / 56.55917°N 15.60504°Ö
- Brosgöl, sjö i Högsby kommun och Småland 57°13′52″N 15°51′14″Ö / 57.23120°N 15.85390°Ö
- Brostugugöl, sjö i Västerviks kommun och Småland 57°51′27″N 16°08′38″Ö / 57.85750°N 16.14394°Ö
- Bruddegöl, sjö i Högsby kommun och Småland 57°01′10″N 16°02′24″Ö / 57.01934°N 16.03999°Ö
- Brusemålagöl, sjö i Oskarshamns kommun och Småland 57°16′01″N 16°11′54″Ö / 57.26697°N 16.19835°Ö
- Brändegöl, sjö i Vetlanda kommun och Småland 57°29′54″N 15°17′14″Ö / 57.49836°N 15.28735°Ö
- Brågöl, sjö i Hultsfreds kommun och Småland 57°27′08″N 16°01′20″Ö / 57.45219°N 16.02209°Ö
- Bråtgöl (Målilla socken, Småland), sjö i Hultsfreds kommun och Småland 57°26′10″N 15°58′36″Ö / 57.43619°N 15.97654°Ö
- Bråtgöl (Oskars socken, Småland), sjö i Nybro kommun och Småland 56°37′31″N 15°44′21″Ö / 56.62523°N 15.73926°Ö
- Bråtgöl (Södra Vi socken, Småland), sjö i Vimmerby kommun och Småland 57°41′51″N 15°46′00″Ö / 57.69741°N 15.76664°Ö
- Bymossegöl, sjö i Valdemarsviks kommun och Småland 58°10′50″N 16°29′22″Ö / 58.18060°N 16.48948°Ö
- Bällsjögöl, sjö i Västerviks kommun och Småland 58°01′53″N 16°30′48″Ö / 58.03143°N 16.51338°Ö
- Bällstorpsgöl, sjö i Tranås kommun och Småland 58°04′26″N 14°50′32″Ö / 58.07383°N 14.84214°Ö
- Bökhultagöl, sjö i Hylte kommun och Småland 56°59′56″N 13°30′01″Ö / 56.99895°N 13.50038°Ö
- Bölsgöl, sjö i Högsby kommun och Småland 57°09′32″N 15°44′54″Ö / 57.15891°N 15.74837°Ö
- Bönabogöl, sjö i Gislaveds kommun och Småland 57°25′17″N 13°31′59″Ö / 57.42145°N 13.53297°Ö
- Bössegöl, sjö i Gislaveds kommun och Småland 57°30′02″N 13°42′22″Ö / 57.50063°N 13.70624°Ö
- Bössgöl, sjö i Vimmerby kommun och Småland 57°45′44″N 15°54′52″Ö / 57.76219°N 15.91457°Ö
- Bötagöl, sjö i Högsby kommun och Småland 57°03′24″N 16°07′56″Ö / 57.05658°N 16.13235°Ö
- Böte göl, sjö i Hultsfreds kommun och Småland 57°13′33″N 15°45′03″Ö / 57.22581°N 15.75075°Ö
- Darregöl, sjö i Oskarshamns kommun och Småland 57°23′37″N 16°23′55″Ö / 57.39360°N 16.39861°Ö
- Dissedala göl, sjö i Nässjö kommun och Småland 57°36′04″N 14°46′25″Ö / 57.60098°N 14.77357°Ö
- Djupegöl (Herråkra socken, Småland), sjö i Uppvidinge kommun och Småland 56°52′42″N 15°15′46″Ö / 56.87847°N 15.26283°Ö
- Djupegöl (Mörlunda socken, Småland), sjö i Hultsfreds kommun och Småland 57°15′22″N 15°57′22″Ö / 57.25600°N 15.95599°Ö
- Djupegöl (Åkers socken, Småland), sjö i Vaggeryds kommun och Småland 57°28′28″N 13°58′33″Ö / 57.47438°N 13.97583°Ö
- Djupgöl (Dalhems socken, Småland), sjö i Västerviks kommun och Småland 58°01′30″N 16°00′52″Ö / 58.02505°N 16.01436°Ö
- Djupgöl (Djursdala socken, Småland), sjö i Vimmerby kommun och Småland 57°47′14″N 15°54′21″Ö / 57.78734°N 15.90574°Ö
- Djupgöl (Ekeberga socken, Småland), sjö i Lessebo kommun och Småland 56°49′57″N 15°25′11″Ö / 56.83254°N 15.41978°Ö
- Djupgöl (Lenhovda socken, Småland), sjö i Uppvidinge kommun och Småland 56°55′21″N 15°15′43″Ö / 56.92238°N 15.26203°Ö
- Djupgöl (Virserums socken, Småland), sjö i Hultsfreds kommun och Småland 57°14′14″N 15°34′50″Ö / 57.23730°N 15.58050°Ö
- Djurgöl (Hallingebergs socken, Småland), sjö i Västerviks kommun och Småland 57°44′03″N 16°16′44″Ö / 57.73406°N 16.27876°Ö
- Djurgöl (Hjorteds socken, Småland), sjö i Västerviks kommun och Småland 57°33′28″N 16°17′29″Ö / 57.55776°N 16.29134°Ö
- Drabogöl, sjö i Västerviks kommun och Småland 58°01′50″N 16°10′12″Ö / 58.03045°N 16.16994°Ö
- Drottningagöl, sjö i Uppvidinge kommun och Småland 56°57′47″N 15°28′09″Ö / 56.96307°N 15.46922°Ö
- Dröppshultegöl, sjö i Västerviks kommun och Småland 57°46′23″N 16°25′41″Ö / 57.77310°N 16.42800°Ö
- Dynestadgöl, sjö i Västerviks kommun och Småland 57°43′18″N 16°16′05″Ö / 57.72171°N 16.26803°Ö
- Eckerhultegöl, sjö i Oskarshamns kommun och Småland 57°18′27″N 16°18′45″Ö / 57.30751°N 16.31243°Ö
- Egelgöl (Hjorteds socken, Småland), sjö i Västerviks kommun och Småland 57°34′51″N 16°17′06″Ö / 57.58086°N 16.28513°Ö
- Egelgöl (Järeda socken, Småland), sjö i Hultsfreds kommun och Småland 57°24′47″N 15°32′41″Ö / 57.41313°N 15.54480°Ö
- Egelgöl (Misterhults socken, Småland, 636121-153714), sjö i Oskarshamns kommun och Småland 57°22′30″N 16°25′21″Ö / 57.37499°N 16.42257°Ö
- Egelgöl (Misterhults socken, Småland, 636245-154331), sjö i Oskarshamns kommun och Småland 57°23′08″N 16°31′31″Ö / 57.38558°N 16.52534°Ö
- Ekebergsgöl, sjö i Vetlanda kommun och Småland 57°26′53″N 15°26′48″Ö / 57.44809°N 15.44662°Ö
- Ekenäsegöl, sjö i Hultsfreds kommun och Småland 57°27′58″N 16°08′05″Ö / 57.46613°N 16.13482°Ö
- Ekgöl (Locknevi socken, Småland), sjö i Vimmerby kommun och Småland 57°47′49″N 16°00′11″Ö / 57.79692°N 16.00296°Ö
- Ekgöl (Odensvi socken, Småland), sjö i Kinda kommun och Småland 57°58′08″N 16°03′52″Ö / 57.96884°N 16.06439°Ö
- Ekhorva göl, sjö i Uppvidinge kommun och Småland 57°07′22″N 15°24′48″Ö / 57.12266°N 15.41346°Ö
- Ellarebogöl, sjö i Hultsfreds kommun och Småland 57°20′51″N 15°55′59″Ö / 57.34761°N 15.93311°Ö
- Emhulta göl, sjö i Vetlanda kommun och Småland 57°24′20″N 15°24′37″Ö / 57.40542°N 15.41027°Ö
- Emmarsgöl, sjö i Högsby kommun och Småland 57°13′04″N 15°52′58″Ö / 57.21790°N 15.88268°Ö
- Enebygöl, sjö i Västerviks kommun och Småland 57°53′10″N 16°09′53″Ö / 57.88600°N 16.16460°Ö
- Enegöl, sjö i Högsby kommun och Småland 57°10′37″N 15°44′46″Ö / 57.17687°N 15.74620°Ö
- Enskällabogöl, sjö i Värnamo kommun och Småland 57°13′45″N 13°42′19″Ö / 57.22909°N 13.70531°Ö
- Evegöl, sjö i Uppvidinge kommun och Småland 57°04′50″N 15°13′57″Ö / 57.08057°N 15.23251°Ö
- Fagraholms göl, sjö i Uppvidinge kommun och Småland 57°06′53″N 15°25′46″Ö / 57.11481°N 15.42955°Ö
- Falkensgöl, sjö i Mönsterås kommun och Småland 57°10′24″N 16°12′33″Ö / 57.17328°N 16.20926°Ö
- Falla göl, sjö i Vimmerby kommun och Småland 57°34′31″N 16°11′50″Ö / 57.57523°N 16.19714°Ö
- Fantegöl, sjö i Hultsfreds kommun och Småland 57°30′28″N 15°40′56″Ö / 57.50780°N 15.68209°Ö
- Fantgöl, sjö i Nybro kommun och Småland 56°38′31″N 15°44′32″Ö / 56.64202°N 15.74216°Ö
- Farmorsgöl (Dalhems socken, Småland), sjö i Västerviks kommun och Småland 57°58′35″N 16°06′57″Ö / 57.97627°N 16.11582°Ö
- Farmorsgöl (Överums socken, Småland), sjö i Västerviks kommun och Småland 57°59′22″N 16°17′10″Ö / 57.98939°N 16.28601°Ö
- Fighultsgöl, sjö i Västerviks kommun och Småland 57°40′20″N 16°12′12″Ö / 57.67219°N 16.20338°Ö
- Fiskegöl, sjö i Uppvidinge kommun och Småland 57°10′21″N 15°24′13″Ö / 57.17238°N 15.40351°Ö
- Fjällgöl (Kristdala socken, Småland), sjö i Oskarshamns kommun och Småland 57°28′01″N 16°25′47″Ö / 57.46700°N 16.42962°Ö
- Fjällgöl (Misterhults socken, Småland), sjö i Oskarshamns kommun och Småland 57°24′44″N 16°32′04″Ö / 57.41229°N 16.53435°Ö
- Flakegöl, sjö i Nybro kommun och Småland 56°57′03″N 15°52′52″Ö / 56.95084°N 15.88115°Ö
- Flatagöl, sjö i Nybro kommun och Småland 56°56′13″N 16°01′45″Ö / 56.93684°N 16.02913°Ö
- Flatgöl, sjö i Åtvidabergs kommun och Småland 58°12′36″N 16°15′23″Ö / 58.20992°N 16.25632°Ö
- Flathultagöl, sjö i Nybro kommun och Småland 57°03′34″N 15°47′12″Ö / 57.05934°N 15.78660°Ö
- Flogöl, sjö i Uppvidinge kommun och Småland 56°53′16″N 15°14′16″Ö / 56.88788°N 15.23776°Ö
- Flåbogöl, sjö i Tingsryds kommun och Småland 56°33′56″N 15°10′15″Ö / 56.56552°N 15.17087°Ö
- Flågöl, sjö i Mönsterås kommun och Småland 57°13′08″N 16°20′03″Ö / 57.21879°N 16.33406°Ö
- Frasnegöl, sjö i Högsby kommun och Småland 57°09′15″N 15°48′57″Ö / 57.15426°N 15.81580°Ö
- Frinnegöl, sjö i Uppvidinge kommun och Småland 56°55′42″N 15°18′35″Ö / 56.92824°N 15.30974°Ö
- Frugöl, sjö i Valdemarsviks kommun och Småland 58°09′13″N 16°32′13″Ö / 58.15358°N 16.53703°Ö
- Fräsnegöl, sjö i Oskarshamns kommun och Småland 57°25′52″N 16°12′11″Ö / 57.43119°N 16.20310°Ö
- Fröagöl (Ekeberga socken, Småland), sjö i Lessebo kommun och Småland 56°51′33″N 15°23′46″Ö / 56.85905°N 15.39606°Ö
- Fröagöl (Älmeboda socken, Småland), sjö i Tingsryds kommun och Småland 56°30′32″N 15°18′19″Ö / 56.50875°N 15.30533°Ö
- Frögöl (Kristdala socken, Småland), sjö i Oskarshamns kommun och Småland 57°18′40″N 16°03′27″Ö / 57.31124°N 16.05744°Ö
- Frögöl (Ukna socken, Småland), sjö i Västerviks kommun och Småland 58°06′44″N 16°13′02″Ö / 58.11228°N 16.21725°Ö
- Frögöl (Älghults socken, Småland), sjö i Uppvidinge kommun och Småland 57°04′20″N 15°34′50″Ö / 57.07234°N 15.58067°Ö
- Fällegöl, sjö i Uppvidinge kommun och Småland 57°00′17″N 15°25′36″Ö / 57.00471°N 15.42672°Ö
- Färgegöl, sjö i Hultsfreds kommun och Småland 57°14′13″N 15°36′57″Ö / 57.23699°N 15.61594°Ö
- Färggöl, sjö i Västerviks kommun och Småland 57°52′36″N 16°04′53″Ö / 57.87678°N 16.08142°Ö
- Fågelgöl, sjö i Oskarshamns kommun och Småland 57°19′04″N 16°12′17″Ö / 57.31786°N 16.20470°Ö
- Fåglegöl, sjö i Hultsfreds kommun och Småland 57°15′08″N 15°58′39″Ö / 57.25220°N 15.97752°Ö
- Fållekullsgöl, sjö i Sävsjö kommun och Småland 57°14′06″N 14°35′03″Ö / 57.23488°N 14.58427°Ö
- Förebergsgöl, sjö i Vaggeryds kommun och Småland 57°24′25″N 13°59′34″Ö / 57.40682°N 13.99285°Ö
- Förgöl, sjö i Högsby kommun och Småland 57°15′14″N 16°01′23″Ö / 57.25383°N 16.02309°Ö
- Försjö göl, sjö i Hultsfreds kommun och Småland 57°25′54″N 16°04′12″Ö / 57.43163°N 16.06992°Ö
- Gallagöl, sjö i Ljungby kommun och Småland 56°46′12″N 13°19′10″Ö / 56.77000°N 13.31943°Ö
- Gammalsmåla göl, sjö i Tingsryds kommun och Småland 56°35′45″N 15°17′26″Ö / 56.59580°N 15.29066°Ö
- Garpgöl, sjö i Oskarshamns kommun och Småland 57°26′27″N 16°21′24″Ö / 57.44085°N 16.35674°Ö
- Gategöl (Virserums socken, Småland, 635022-148293), sjö i Hultsfreds kommun och Småland 57°16′39″N 15°31′20″Ö / 57.27750°N 15.52222°Ö
- Gategöl (Virserums socken, Småland, 635117-148578), sjö i Hultsfreds kommun och Småland 57°17′10″N 15°34′10″Ö / 57.28612°N 15.56942°Ö
- Gatgöl, sjö i Oskarshamns kommun och Småland 57°28′44″N 16°27′23″Ö / 57.47880°N 16.45649°Ö
- Germundgöl, sjö i Västerviks kommun och Småland 58°02′58″N 16°17′37″Ö / 58.04934°N 16.29358°Ö
- Getagöl, sjö i Uppvidinge kommun och Småland 56°56′40″N 15°34′06″Ö / 56.94444°N 15.56847°Ö
- Getgöl, sjö i Högsby kommun och Småland 57°06′25″N 15°56′18″Ö / 57.10687°N 15.93840°Ö
- Gjuegöl, sjö i Högsby kommun och Småland 57°06′39″N 15°56′05″Ö / 57.11082°N 15.93478°Ö
- Gjusgöl (Kristdala socken, Småland, 635325-151641), sjö i Oskarshamns kommun och Småland 57°18′17″N 16°04′39″Ö / 57.30473°N 16.07747°Ö
- Gjusgöl (Kristdala socken, Småland, 635781-152616), sjö i Oskarshamns kommun och Småland 57°20′43″N 16°14′23″Ö / 57.34522°N 16.23971°Ö
- Gnistegöl, sjö i Vaggeryds kommun och Småland 57°34′51″N 13°56′19″Ö / 57.58089°N 13.93871°Ö
- Godgöl, sjö i Västerviks kommun och Småland 57°39′08″N 16°15′28″Ö / 57.65225°N 16.25777°Ö
- Gogöl (Djursdala socken, Småland), sjö i Vimmerby kommun och Småland 57°46′57″N 15°56′56″Ö / 57.78263°N 15.94875°Ö
- Gogöl (Älghults socken, Småland), sjö i Uppvidinge kommun och Småland 57°00′46″N 15°46′05″Ö / 57.01273°N 15.76819°Ö
- Granegöl (Fågelfors socken, Småland), sjö i Högsby kommun och Småland 57°08′36″N 15°49′46″Ö / 57.14321°N 15.82950°Ö
- Granegöl (Kråksmåla socken, Småland, 631811-150751), sjö i Nybro kommun och Småland 56°59′17″N 15°55′49″Ö / 56.98807°N 15.93024°Ö
- Granegöl (Kråksmåla socken, Småland, 632053-150297), sjö i Nybro kommun och Småland 57°00′40″N 15°51′15″Ö / 57.01120°N 15.85411°Ö
- Grangöl, sjö i Oskarshamns kommun och Småland 57°25′09″N 16°30′47″Ö / 57.41905°N 16.51302°Ö
- Gravegöl, sjö i Ljungby kommun och Småland 56°50′13″N 13°33′51″Ö / 56.83681°N 13.56428°Ö
- Gravstensgöl, sjö i Hultsfreds kommun och Småland 57°26′28″N 15°42′20″Ö / 57.44111°N 15.70547°Ö
- Grimsberga göl, sjö i Växjö kommun och Småland 56°58′09″N 14°55′23″Ö / 56.96921°N 14.92314°Ö
- Griskulls göl, sjö i Växjö kommun och Småland 57°10′25″N 14°52′32″Ö / 57.17370°N 14.87545°Ö
- Grundgöl, sjö i Västerviks kommun och Småland 58°01′26″N 16°00′09″Ö / 58.02390°N 16.00251°Ö
- Grundvattensgöl, sjö i Västerviks kommun och Småland 58°03′48″N 16°10′45″Ö / 58.06346°N 16.17925°Ö
- Gruppe göl, sjö i Växjö kommun och Småland 56°57′03″N 15°02′17″Ö / 56.95084°N 15.03812°Ö
- Grygöl, sjö i Nybro kommun och Småland 56°57′43″N 16°07′37″Ö / 56.96186°N 16.12692°Ö
- Grytgöl (Gärdserums socken, Småland), sjö i Åtvidabergs kommun och Småland 58°08′40″N 16°14′11″Ö / 58.14454°N 16.23630°Ö
- Grytgöl (Kristdala socken, Småland), sjö i Oskarshamns kommun och Småland 57°19′05″N 16°05′57″Ö / 57.31806°N 16.09914°Ö
- Grytgöl (Locknevi socken, Småland), sjö i Vimmerby kommun och Småland 57°46′40″N 15°59′46″Ö / 57.77781°N 15.99613°Ö
- Grytgöl (Vena socken, Småland), sjö i Hultsfreds kommun och Småland 57°28′56″N 16°04′38″Ö / 57.48225°N 16.07728°Ö
- Grytgöl (Virserums socken, Småland), sjö i Hultsfreds kommun och Småland 57°15′57″N 15°39′27″Ö / 57.26597°N 15.65755°Ö
- Gränseryds göl, sjö i Aneby kommun och Småland 57°53′30″N 14°42′13″Ö / 57.89177°N 14.70370°Ö
- Gränögöl, sjö i Sävsjö kommun och Småland 57°14′59″N 14°43′17″Ö / 57.24970°N 14.72129°Ö
- Gräsögöl, sjö i Vaggeryds kommun och Småland 57°32′21″N 13°57′37″Ö / 57.53909°N 13.96023°Ö
- Gröna göl, sjö i Vetlanda kommun och Småland 57°16′11″N 15°27′26″Ö / 57.26961°N 15.45731°Ö
- Grönagångsgöl, sjö i Växjö kommun och Småland 57°09′19″N 14°37′30″Ö / 57.15525°N 14.62490°Ö
- Gröngöl, sjö i Uppvidinge kommun och Småland 56°55′42″N 15°30′48″Ö / 56.92825°N 15.51339°Ö
- Gubbagöl, sjö i Uppvidinge kommun och Småland 56°55′06″N 15°23′45″Ö / 56.91822°N 15.39591°Ö
- Gubbegöl, sjö i Sävsjö kommun och Småland 57°18′16″N 14°39′44″Ö / 57.30449°N 14.66226°Ö
- Gudmundsåsagöl, sjö i Vetlanda kommun och Småland 57°15′32″N 14°59′51″Ö / 57.25878°N 14.99759°Ö
- Gummegöl, sjö i Nybro kommun och Småland 57°04′11″N 15°54′52″Ö / 57.06962°N 15.91452°Ö
- Gunnebogöl, sjö i Vimmerby kommun och Småland 57°43′01″N 16°08′03″Ö / 57.71701°N 16.13424°Ö
- Gunnegöl, sjö i Uppvidinge kommun och Småland 57°01′11″N 15°27′38″Ö / 57.01962°N 15.46048°Ö
- Gunngöl, sjö i Emmaboda kommun och Småland 56°36′55″N 15°41′32″Ö / 56.61540°N 15.69220°Ö
- Gyllekulle göl, sjö i Hultsfreds kommun och Småland 57°33′04″N 15°58′07″Ö / 57.55113°N 15.96856°Ö
- Gyttgöl, sjö i Oskarshamns kommun och Småland 57°18′54″N 16°05′31″Ö / 57.31512°N 16.09199°Ö
- Gäddebogöl, sjö i Värnamo kommun och Småland 57°12′54″N 13°42′35″Ö / 57.21506°N 13.70975°Ö
- Gäddegöl (Bondstorps socken, Småland), sjö i Vaggeryds kommun och Småland 57°32′20″N 13°55′38″Ö / 57.53896°N 13.92733°Ö
- Gäddegöl (Fågelfors socken, Småland, 633631-150119), sjö i Högsby kommun och Småland 57°09′10″N 15°49′30″Ö / 57.15291°N 15.82488°Ö
- Gäddegöl (Fågelfors socken, Småland, 634315-150157), sjö i Högsby kommun och Småland 57°12′52″N 15°49′52″Ö / 57.21433°N 15.83120°Ö
- Gäddegöl (Oskars socken, Småland), sjö i Nybro kommun och Småland 56°37′05″N 15°52′52″Ö / 56.61804°N 15.88098°Ö
- Gäddegöl (Älghults socken, Småland), sjö i Uppvidinge kommun och Småland 56°57′58″N 15°44′36″Ö / 56.96612°N 15.74341°Ö
- Gäddgöl (Djursdala socken, Småland), sjö i Vimmerby kommun och Småland 57°46′31″N 15°53′19″Ö / 57.77514°N 15.88873°Ö
- Gäddgöl (Vena socken, Småland), sjö i Hultsfreds kommun och Småland 57°32′08″N 15°58′49″Ö / 57.53549°N 15.98035°Ö
- Gångegöl, sjö i Nybro kommun och Småland 57°02′01″N 15°57′08″Ö / 57.03349°N 15.95230°Ö
- Gåragöl, sjö i Kalmar kommun och Småland 56°36′56″N 15°52′54″Ö / 56.61552°N 15.88179°Ö
- Gåsegöl, sjö i Nässjö kommun och Småland 57°29′28″N 14°31′25″Ö / 57.49120°N 14.52352°Ö
- Gåsgöl (Blackstads socken, Småland), sjö i Västerviks kommun och Småland 57°45′38″N 16°12′44″Ö / 57.76051°N 16.21224°Ö
- Gåsgöl (Gärdserums socken, Småland, 644448-152463), sjö i Västerviks kommun och Småland 58°07′13″N 16°13′13″Ö / 58.12035°N 16.22023°Ö
- Gåsgöl (Gärdserums socken, Småland, 645224-152360), sjö i Åtvidabergs kommun och Småland 58°11′36″N 16°12′23″Ö / 58.19321°N 16.20646°Ö
- Gödingegöl, sjö i Hultsfreds kommun och Småland 57°16′28″N 15°36′43″Ö / 57.27434°N 15.61193°Ö
- Göhestragöl, sjö i Gnosjö kommun och Småland 57°23′02″N 13°40′25″Ö / 57.38386°N 13.67368°Ö
- Gölagöl, sjö i Vaggeryds kommun och Småland 57°33′57″N 14°00′08″Ö / 57.56574°N 14.00216°Ö
- Gölebogöl (Gnosjö socken, Småland), sjö i Gnosjö kommun och Småland 57°21′30″N 13°43′18″Ö / 57.35834°N 13.72153°Ö
- Gölebogöl (Gårdveda socken, Småland), sjö i Hultsfreds kommun och Småland 57°20′52″N 15°44′52″Ö / 57.34766°N 15.74775°Ö
- Göljamåla göl, sjö i Uppvidinge kommun och Småland 57°01′32″N 15°22′07″Ö / 57.02544°N 15.36871°Ö
- Göljarydsgöl, sjö i Vetlanda kommun och Småland 57°14′44″N 15°10′24″Ö / 57.24560°N 15.17329°Ö
- Göljhults göl, sjö i Uppvidinge kommun och Småland 57°02′15″N 15°43′59″Ö / 57.03759°N 15.73308°Ö
- Göljås göl, sjö i Vaggeryds kommun och Småland 57°26′26″N 14°00′37″Ö / 57.44048°N 14.01033°Ö
- Göljåsagöl, sjö i Gnosjö kommun och Småland 57°18′53″N 13°46′18″Ö / 57.31461°N 13.77164°Ö
- Gölpgöl, sjö i Västerviks kommun och Småland 58°02′21″N 16°10′10″Ö / 58.03916°N 16.16952°Ö
- Gölsebo göl, sjö i Värnamo kommun och Småland 57°10′03″N 14°17′06″Ö / 57.16758°N 14.28513°Ö
- Göstas göl, sjö i Värnamo kommun och Småland 57°07′12″N 14°10′14″Ö / 57.11997°N 14.17051°Ö
- Göta göl, sjö i Tingsryds kommun och Småland 56°27′15″N 14°54′13″Ö / 56.45430°N 14.90350°Ö
- Hacksjöhultagöl, sjö i Växjö kommun och Småland 56°56′02″N 14°55′58″Ö / 56.93399°N 14.93268°Ö
- Hagegöl (Locknevi socken, Småland), sjö i Vimmerby kommun och Småland 57°43′33″N 16°08′17″Ö / 57.72571°N 16.13801°Ö
- Hagegöl (Nottebäcks socken, Småland), sjö i Uppvidinge kommun och Småland 57°09′59″N 15°09′58″Ö / 57.16627°N 15.16622°Ö
- Hagelsgöl, sjö i Hultsfreds kommun och Småland 57°28′03″N 15°56′17″Ö / 57.46748°N 15.93819°Ö
- Hagelstorpsgöl, sjö i Gnosjö kommun och Småland 57°21′58″N 13°39′09″Ö / 57.36598°N 13.65244°Ö
- Haggöl (Blackstads socken, Småland), sjö i Västerviks kommun och Småland 57°44′09″N 16°11′49″Ö / 57.73578°N 16.19703°Ö
- Haggöl (Hallingebergs socken, Småland), sjö i Västerviks kommun och Småland 57°50′55″N 16°19′44″Ö / 57.84861°N 16.32893°Ö
- Haggöl (Locknevi socken, Småland), sjö i Vimmerby kommun och Småland 57°43′56″N 16°01′33″Ö / 57.73215°N 16.02594°Ö
- Haggöl (Tryserums socken, Småland), sjö i Valdemarsviks kommun och Småland 58°10′05″N 16°24′58″Ö / 58.16795°N 16.41618°Ö
- Haggöl (Ukna socken, Småland), sjö i Västerviks kommun och Småland 58°05′31″N 16°11′44″Ö / 58.09196°N 16.19566°Ö
- Hagsjö göl, sjö i Västerviks kommun och Småland 57°59′53″N 16°08′45″Ö / 57.99819°N 16.14594°Ö
- Hakgöl, sjö i Emmaboda kommun och Småland 56°37′11″N 15°43′30″Ö / 56.61965°N 15.72493°Ö
- Hallabogöl, sjö i Gislaveds kommun och Småland 57°31′12″N 13°47′26″Ö / 57.51997°N 13.79060°Ö
- Hallagöl, sjö i Vaggeryds kommun och Småland 57°29′27″N 13°57′39″Ö / 57.49087°N 13.96083°Ö
- Hammarby göl, sjö i Uppvidinge kommun och Småland 56°53′46″N 15°19′00″Ö / 56.89621°N 15.31656°Ö
- Hammarsjögöl, sjö i Västerviks kommun och Småland 58°03′53″N 16°15′03″Ö / 58.06467°N 16.25076°Ö
- Hamsgöl, sjö i Västerviks kommun och Småland 57°59′43″N 16°16′20″Ö / 57.99537°N 16.27222°Ö
- Haregöl, sjö i Oskarshamns kommun och Småland 57°16′43″N 16°21′01″Ö / 57.27871°N 16.35017°Ö
- Hareputtegöl, sjö i Hultsfreds kommun och Småland 57°25′53″N 15°37′07″Ö / 57.43149°N 15.61859°Ö
- Hargöl, sjö i Västerviks kommun och Småland 57°48′24″N 16°23′46″Ö / 57.80666°N 16.39611°Ö
- Harshulta göl, sjö i Vetlanda kommun och Småland 57°27′49″N 15°33′53″Ö / 57.46364°N 15.56477°Ö
- Hatterbogöl, sjö i Västerviks kommun och Småland 57°45′11″N 16°21′32″Ö / 57.75295°N 16.35879°Ö
- Havrafälle göl, sjö i Värnamo kommun och Småland 57°11′56″N 14°16′47″Ö / 57.19895°N 14.27970°Ö
- Havregöl, sjö i Hultsfreds kommun och Småland 57°19′40″N 15°44′25″Ö / 57.32790°N 15.74031°Ö
- Hedasjö göl, sjö i Högsby kommun och Småland 57°13′54″N 15°41′59″Ö / 57.23171°N 15.69975°Ö
- Hemgöl (Gladhammars socken, Småland), sjö i Västerviks kommun och Småland 57°40′43″N 16°24′30″Ö / 57.67856°N 16.40844°Ö
- Hemgöl (Gärdserums socken, Småland), sjö i Åtvidabergs kommun och Småland 58°07′14″N 16°09′59″Ö / 58.12051°N 16.16644°Ö
- Hemgöl (Målilla socken, Småland), sjö i Hultsfreds kommun och Småland 57°25′38″N 15°57′59″Ö / 57.42713°N 15.96651°Ö
- Hemgöl (Tuna socken, Småland), sjö i Vimmerby kommun och Småland 57°36′24″N 16°02′04″Ö / 57.60679°N 16.03438°Ö
- Hemmersta Hummelsgöl, sjö i Nybro kommun och Småland 57°02′02″N 15°58′28″Ö / 57.03382°N 15.97453°Ö
- Hestersgöl, sjö i Vetlanda kommun och Småland 57°22′03″N 15°08′09″Ö / 57.36744°N 15.13596°Ö
- Hetalåga göl, sjö i Nybro kommun och Småland 56°54′04″N 15°38′36″Ö / 56.90119°N 15.64325°Ö
- Hinnegöl, sjö i Uppvidinge kommun och Småland 56°57′14″N 15°22′59″Ö / 56.95392°N 15.38302°Ö
- Hinsaryd göl, sjö i Nybro kommun och Småland 56°55′54″N 15°55′51″Ö / 56.93159°N 15.93071°Ö
- Hittegöl, sjö i Vaggeryds kommun och Småland 57°37′16″N 13°59′38″Ö / 57.62112°N 13.99390°Ö
- Hjortagöl (Oskars socken, Småland), sjö i Nybro kommun och Småland 56°36′42″N 15°50′44″Ö / 56.61168°N 15.84546°Ö
- Hjortagöl (Vissefjärda socken, Småland), sjö i Emmaboda kommun och Småland 56°39′36″N 15°38′11″Ö / 56.66006°N 15.63646°Ö
- Hjortegöl, sjö i Vetlanda kommun och Småland 57°27′22″N 15°36′04″Ö / 57.45616°N 15.60114°Ö
- Hjälmegöl, sjö i Uppvidinge kommun och Småland 57°08′51″N 15°10′37″Ö / 57.14756°N 15.17695°Ö
- Hoagöl, sjö i Växjö kommun och Småland 57°11′30″N 14°42′14″Ö / 57.19171°N 14.70396°Ö
- Hojagöl, sjö i Växjö kommun och Småland 57°11′15″N 14°51′20″Ö / 57.18756°N 14.85542°Ö
- Holma göl, sjö i Växjö kommun och Småland 57°03′47″N 14°40′45″Ö / 57.06298°N 14.67910°Ö
- Holmagöl (Långaryds socken, Småland), sjö i Hylte kommun och Småland 56°58′51″N 13°26′04″Ö / 56.98083°N 13.43438°Ö
- Holmagöl (Åseda socken, Småland), sjö i Uppvidinge kommun och Småland 57°05′12″N 15°23′58″Ö / 57.08670°N 15.39949°Ö
- Holmsjögöl, sjö i Västerviks kommun och Småland 58°02′25″N 16°15′45″Ö / 58.04038°N 16.26248°Ö
- Hornabergsgöl, sjö i Gislaveds kommun och Småland 57°04′21″N 13°06′42″Ö / 57.07249°N 13.11169°Ö
- Hornsgöl, sjö i Västerviks kommun och Småland 57°57′23″N 16°04′05″Ö / 57.95627°N 16.06801°Ö
- Hornsveds göl, sjö i Eksjö kommun och Småland 57°38′59″N 15°26′59″Ö / 57.64986°N 15.44965°Ö
- Horsabergs göl, sjö i Vetlanda kommun och Småland 57°30′56″N 15°12′20″Ö / 57.51551°N 15.20567°Ö
- Horvagöl, sjö i Uppvidinge kommun och Småland 56°57′13″N 15°39′00″Ö / 56.95355°N 15.64992°Ö
- Hovdagöl, sjö i Hylte kommun och Småland 56°54′08″N 13°28′57″Ö / 56.90223°N 13.48254°Ö
- Hovgöl, sjö i Tranås kommun och Småland 58°04′13″N 14°43′57″Ö / 58.07017°N 14.73260°Ö
- Hultagöl (Alseda socken, Småland), sjö i Vetlanda kommun och Småland 57°22′58″N 15°12′36″Ö / 57.38281°N 15.21000°Ö
- Hultagöl (Asa socken, Småland, 633708-144238), sjö i Växjö kommun och Småland 57°09′26″N 14°51′01″Ö / 57.15735°N 14.85041°Ö
- Hultagöl (Asa socken, Småland, 634042-143305), sjö i Växjö kommun och Småland 57°11′06″N 14°41′53″Ö / 57.18493°N 14.69805°Ö
- Hultagöl (Urshults socken, Småland), sjö i Tingsryds kommun och Småland 56°29′25″N 14°48′12″Ö / 56.49026°N 14.80329°Ö
- Hultarpsgöl, sjö i Hultsfreds kommun och Småland 57°21′08″N 15°35′40″Ö / 57.35226°N 15.59441°Ö
- Hultgöl, sjö i Västerviks kommun och Småland 57°35′05″N 16°16′34″Ö / 57.58475°N 16.27599°Ö
- Hulugöl, sjö i Vetlanda kommun och Småland 57°13′34″N 15°31′35″Ö / 57.22605°N 15.52626°Ö
- Humlegöl, sjö i Västerviks kommun och Småland 57°33′57″N 16°27′17″Ö / 57.56591°N 16.45470°Ö
- Hundegöl, sjö i Nybro kommun och Småland 57°03′00″N 15°55′26″Ö / 57.05004°N 15.92402°Ö
- Hundsgöl, sjö i Uppvidinge kommun och Småland 57°01′36″N 15°36′48″Ö / 57.02669°N 15.61339°Ö
- Hundsjögöl, sjö i Gnosjö kommun och Småland 57°19′25″N 13°49′01″Ö / 57.32369°N 13.81697°Ö
- Hunnegöl, sjö i Uppvidinge kommun och Småland 57°11′16″N 15°21′10″Ö / 57.18765°N 15.35274°Ö
- Hyltegöl, sjö i Gnosjö kommun och Småland 57°27′06″N 13°44′19″Ö / 57.45158°N 13.73871°Ö
- Hyttegöl (Gladhammars socken, Småland), sjö i Västerviks kommun och Småland 57°43′11″N 16°27′20″Ö / 57.71972°N 16.45561°Ö
- Hyttegöl (Odensvi socken, Småland), sjö i Västerviks kommun och Småland 57°56′12″N 16°15′14″Ö / 57.93671°N 16.25390°Ö
- Häggarpa göl, sjö i Hultsfreds kommun och Småland 57°27′57″N 15°33′32″Ö / 57.46587°N 15.55893°Ö
- Häggekulle göl, sjö i Värnamo kommun och Småland 57°11′57″N 14°11′41″Ö / 57.19905°N 14.19465°Ö
- Hägnagöl, sjö i Uppvidinge kommun och Småland 57°10′15″N 15°06′10″Ö / 57.17096°N 15.10266°Ö
- Hägnegöl, sjö i Värnamo kommun och Småland 57°06′32″N 13°57′25″Ö / 57.10901°N 13.95691°Ö
- Hällegöl (Högsby socken, Småland), sjö i Högsby kommun och Småland 57°06′24″N 15°58′41″Ö / 57.10655°N 15.97816°Ö
- Hällegöl (Mörlunda socken, Småland), sjö i Hultsfreds kommun och Småland 57°15′02″N 15°57′10″Ö / 57.25043°N 15.95266°Ö
- Hälleskalla göl, sjö i Nybro kommun och Småland 56°53′27″N 15°55′55″Ö / 56.89091°N 15.93205°Ö
- Hällgöl, sjö i Västerviks kommun och Småland 57°48′20″N 16°21′48″Ö / 57.80555°N 16.36346°Ö
- Hängsle göl, sjö i Tingsryds kommun och Småland 56°30′15″N 14°44′48″Ö / 56.50416°N 14.74657°Ö
- Hässeltagöl, sjö i Hylte kommun och Småland 57°00′30″N 13°31′44″Ö / 57.00827°N 13.52878°Ö
- Hästagöl, sjö i Ljungby kommun och Småland 56°48′30″N 14°16′45″Ö / 56.80835°N 14.27924°Ö
- Hästebacka göl, sjö i Lessebo kommun och Småland 56°49′28″N 15°12′29″Ö / 56.82443°N 15.20793°Ö
- Hätte göl, sjö i Tingsryds kommun och Småland 56°27′33″N 14°51′50″Ö / 56.45921°N 14.86396°Ö
- Håkentorpagöl, sjö i Gnosjö kommun och Småland 57°24′04″N 13°51′34″Ö / 57.40124°N 13.85952°Ö
- Hålagöl, sjö i Gislaveds kommun och Småland 57°06′53″N 13°24′54″Ö / 57.11476°N 13.41509°Ö
- Hålhorvegöl, sjö i Vimmerby kommun och Småland 57°35′02″N 15°56′48″Ö / 57.58375°N 15.94664°Ö
- Hållerstorps göl, sjö i Västerviks kommun och Småland 58°01′32″N 16°29′06″Ö / 58.02566°N 16.48500°Ö
- Håvegöl, sjö i Hultsfreds kommun och Småland 57°17′15″N 15°57′14″Ö / 57.28743°N 15.95397°Ö
- Högemogöl, sjö i Uppvidinge kommun och Småland 57°11′59″N 15°12′41″Ö / 57.19972°N 15.21130°Ö
- Höjegöl, sjö i Hylte kommun och Småland 56°55′23″N 13°16′47″Ö / 56.92309°N 13.27969°Ö
- Hökagöl (Tegnaby socken, Småland), sjö i Växjö kommun och Småland 56°50′49″N 14°53′45″Ö / 56.84688°N 14.89571°Ö
- Hökagöl (Älghults socken, Småland), sjö i Uppvidinge kommun och Småland 57°05′01″N 15°30′22″Ö / 57.08368°N 15.50606°Ö
- Hökgöl (Hallingebergs socken, Småland), sjö i Västerviks kommun och Småland 57°49′53″N 16°17′27″Ö / 57.83126°N 16.29097°Ö
- Hökgöl (Locknevi socken, Småland), sjö i Vimmerby kommun och Småland 57°49′01″N 15°58′45″Ö / 57.81698°N 15.97918°Ö
- Hökhultegöl, sjö i Västerviks kommun och Småland 57°59′40″N 16°07′22″Ö / 57.99448°N 16.12274°Ö
- Hölsegöl, sjö i Gnosjö kommun och Småland 57°26′25″N 13°41′49″Ö / 57.44038°N 13.69687°Ö
- Hörgöl, sjö i Gnosjö kommun och Småland 57°26′35″N 13°50′01″Ö / 57.44296°N 13.83365°Ö
- Hörnegöl, sjö i Mönsterås kommun och Småland 57°10′09″N 16°11′15″Ö / 57.16921°N 16.18756°Ö
- Idåkra göl, sjö i Västerviks kommun och Småland 58°02′01″N 16°13′44″Ö / 58.03368°N 16.22888°Ö
- Igelgöl, sjö i Västerviks kommun och Småland 57°42′34″N 16°23′35″Ö / 57.70934°N 16.39318°Ö
- Igelhultegöl, sjö i Hultsfreds kommun och Småland 57°25′20″N 16°04′42″Ö / 57.42227°N 16.07834°Ö
- Iglagöl (Ekeberga socken, Småland), sjö i Lessebo kommun och Småland 56°50′31″N 15°24′21″Ö / 56.84184°N 15.40575°Ö
- Iglagöl (Lenhovda socken, Småland), sjö i Uppvidinge kommun och Småland 56°54′35″N 15°30′15″Ö / 56.90964°N 15.50418°Ö
- Iglagöl (Nöbbele socken, Småland), sjö i Växjö kommun och Småland 56°41′21″N 15°00′28″Ö / 56.68923°N 15.00788°Ö
- Iglagöl (Åseda socken, Småland), sjö i Uppvidinge kommun och Småland 57°04′12″N 15°24′48″Ö / 57.06995°N 15.41336°Ö
- Iglegöl, sjö i Högsby kommun och Småland 57°07′28″N 15°48′13″Ö / 57.12436°N 15.80357°Ö
- Ilagöl (Lenhovda socken, Småland, 631136-146926), sjö i Uppvidinge kommun och Småland 56°55′34″N 15°17′51″Ö / 56.92603°N 15.29745°Ö
- Ilagöl (Lenhovda socken, Småland, 631469-147796), sjö i Uppvidinge kommun och Småland 56°57′30″N 15°26′35″Ö / 56.95824°N 15.44297°Ö
- Imnegöl, sjö i Oskarshamns kommun och Småland 57°16′59″N 16°08′14″Ö / 57.28313°N 16.13717°Ö
- Ingalillagöl, sjö i Uppvidinge kommun och Småland 56°54′56″N 15°24′16″Ö / 56.91565°N 15.40447°Ö
- Ingebogöl, sjö i Vetlanda kommun och Småland 57°23′24″N 15°28′03″Ö / 57.38996°N 15.46748°Ö
- Ingegöl, sjö i Hultsfreds kommun och Småland 57°19′32″N 16°02′33″Ö / 57.32563°N 16.04243°Ö
- Innersgöl, sjö i Oskarshamns kommun och Småland 57°23′23″N 16°09′05″Ö / 57.38986°N 16.15127°Ö
- Ise göl, sjö i Värnamo kommun och Småland 57°12′21″N 14°16′11″Ö / 57.20574°N 14.26982°Ö
- Isfallegöl, sjö i Vimmerby kommun och Småland 57°38′15″N 15°38′37″Ö / 57.63742°N 15.64348°Ö
- Ishultegöl, sjö i Västerviks kommun och Småland 57°35′05″N 16°24′59″Ö / 57.58460°N 16.41625°Ö
- Jordstadgöl, sjö i Västerviks kommun och Småland 58°00′20″N 16°08′54″Ö / 58.00546°N 16.14837°Ö
- Juttersbogöl, sjö i Vimmerby kommun och Småland 57°48′57″N 16°00′39″Ö / 57.81586°N 16.01080°Ö
- Jämnhulta göl, sjö i Älmhults kommun och Småland 56°31′50″N 13°52′54″Ö / 56.53069°N 13.88165°Ö
- Jämsgöl, sjö i Tingsryds kommun och Småland 56°41′32″N 15°09′49″Ö / 56.69211°N 15.16368°Ö
- Järnbogöl, sjö i Alvesta kommun och Småland 56°56′24″N 14°24′55″Ö / 56.94008°N 14.41533°Ö
- Järpagöl, sjö i Vetlanda kommun och Småland 57°11′49″N 14°52′39″Ö / 57.19689°N 14.87751°Ö
- Kalmaregöl, sjö i Lessebo kommun och Småland 56°48′06″N 15°21′13″Ö / 56.80160°N 15.35348°Ö
- Kalvgöl (Bäckebo socken, Småland), sjö i Nybro kommun och Småland 56°58′43″N 16°05′41″Ö / 56.97855°N 16.09467°Ö
- Kalvgöl (Hallingebergs socken, Småland), sjö i Västerviks kommun och Småland 57°47′25″N 16°18′13″Ö / 57.79026°N 16.30354°Ö
- Kalvgöl (Törnsfalls socken, Småland), sjö i Västerviks kommun och Småland 57°45′36″N 16°25′35″Ö / 57.75991°N 16.42626°Ö
- Kambo göl, sjö i Hylte kommun och Småland 56°59′23″N 13°12′34″Ö / 56.98974°N 13.20934°Ö
- Kammarbogöl, sjö i Västerviks kommun och Småland 57°43′05″N 16°20′20″Ö / 57.71793°N 16.33879°Ö
- Kamragöl, sjö i Nybro kommun och Småland 56°43′03″N 15°46′40″Ö / 56.71738°N 15.77780°Ö
- Kamrapellens göl, sjö i Tingsryds kommun och Småland 56°35′40″N 14°59′20″Ö / 56.59445°N 14.98888°Ö
- Kappemålagöl, sjö i Oskarshamns kommun och Småland 57°31′23″N 16°28′15″Ö / 57.52300°N 16.47097°Ö
- Karsamåla göl, sjö i Emmaboda kommun och Småland 56°32′36″N 15°28′42″Ö / 56.54345°N 15.47833°Ö
- Karsgöl, sjö i Vimmerby kommun och Småland 57°46′12″N 15°59′21″Ö / 57.76992°N 15.98920°Ö
- Kaskegöl, sjö i Hultsfreds kommun och Småland 57°34′28″N 15°39′15″Ö / 57.57440°N 15.65429°Ö
- Katsgöl, sjö i Åtvidabergs kommun och Småland 58°07′26″N 16°09′44″Ö / 58.12402°N 16.16224°Ö
- Kattegöl, sjö i Vetlanda kommun och Småland 57°27′54″N 15°29′23″Ö / 57.46509°N 15.48978°Ö
- Kavlegöl, sjö i Hultsfreds kommun och Småland 57°32′22″N 15°53′17″Ö / 57.53953°N 15.88803°Ö
- Kiddegöl, sjö i Uppvidinge kommun och Småland 57°11′14″N 15°04′58″Ö / 57.18710°N 15.08284°Ö
- Kittebogöl, sjö i Värnamo kommun och Småland 57°08′35″N 14°12′34″Ö / 57.14311°N 14.20947°Ö
- Klevbergsgöl, sjö i Hultsfreds kommun och Småland 57°25′16″N 15°30′42″Ö / 57.42105°N 15.51163°Ö
- Klevegöl, sjö i Högsby kommun och Småland 57°12′39″N 15°50′31″Ö / 57.21073°N 15.84196°Ö
- Klintagöl, sjö i Vetlanda kommun och Småland 57°09′12″N 14°55′11″Ö / 57.15346°N 14.91975°Ö
- Klockös göl, sjö i Sävsjö kommun och Småland 57°15′49″N 14°32′47″Ö / 57.26369°N 14.54635°Ö
- Klogöl (Fliseryds socken, Småland), sjö i Mönsterås kommun och Småland 57°11′47″N 16°09′09″Ö / 57.19625°N 16.15244°Ö
- Klogöl (Kristdala socken, Småland), sjö i Oskarshamns kommun och Småland 57°19′34″N 16°03′18″Ö / 57.32606°N 16.05489°Ö
- Klostergöl, sjö i Oskarshamns kommun och Småland 57°22′05″N 16°08′10″Ö / 57.36808°N 16.13611°Ö
- Klovgöl, sjö i Oskarshamns kommun och Småland 57°18′13″N 16°06′38″Ö / 57.30349°N 16.11064°Ö
- Kloögöl, sjö i Hylte kommun och Småland 56°54′53″N 13°16′12″Ö / 56.91472°N 13.27007°Ö
- Klubbingsgöl, sjö i Uppvidinge kommun och Småland 56°55′20″N 15°44′11″Ö / 56.92211°N 15.73643°Ö
- Klyvsgöl, sjö i Vimmerby kommun och Småland 57°47′51″N 15°57′56″Ö / 57.79760°N 15.96546°Ö
- Kläppragöl, sjö i Lessebo kommun och Småland 56°53′10″N 15°30′22″Ö / 56.88603°N 15.50601°Ö
- Knipegöl, sjö i Uppvidinge kommun och Småland 57°01′47″N 15°19′46″Ö / 57.02961°N 15.32947°Ö
- Knortegöl, sjö i Gislaveds kommun och Småland 57°05′24″N 13°42′31″Ö / 57.08992°N 13.70857°Ö
- Knukebogöl, sjö i Jönköpings kommun och Småland 58°02′27″N 14°33′05″Ö / 58.04077°N 14.55147°Ö
- Knutsgöl (Furuby socken, Småland), sjö i Växjö kommun och Småland 56°52′53″N 14°59′55″Ö / 56.88135°N 14.99854°Ö
- Knutsgöl (Vissefjärda socken, Småland), sjö i Emmaboda kommun och Småland 56°32′16″N 15°45′01″Ö / 56.53776°N 15.75030°Ö
- Kogöl (Bondstorps socken, Småland), sjö i Vaggeryds kommun och Småland 57°32′33″N 13°55′22″Ö / 57.54240°N 13.92281°Ö
- Kogöl (Döderhults socken, Småland), sjö i Oskarshamns kommun och Småland 57°17′13″N 16°12′04″Ö / 57.28698°N 16.20105°Ö
- Kogöl (Mörlunda socken, Småland), sjö i Hultsfreds kommun och Småland 57°19′09″N 15°58′44″Ö / 57.31927°N 15.97899°Ö
- Kolegöl, sjö i Vetlanda kommun och Småland 57°16′17″N 15°25′50″Ö / 57.27133°N 15.43061°Ö
- Kolsgöl, sjö i Eksjö kommun och Småland 57°36′12″N 15°36′51″Ö / 57.60335°N 15.61403°Ö
- Kolstugegöl, sjö i Oskarshamns kommun och Småland 57°31′47″N 16°29′36″Ö / 57.52961°N 16.49329°Ö
- Konstagöl, sjö i Tingsryds kommun och Småland 56°28′55″N 15°09′24″Ö / 56.48201°N 15.15669°Ö
- Korpegöl, sjö i Tingsryds kommun och Småland 56°27′55″N 14°53′00″Ö / 56.46537°N 14.88328°Ö
- Korsgöl, sjö i Emmaboda kommun och Småland 56°30′57″N 15°29′45″Ö / 56.51575°N 15.49595°Ö
- Kossgöl, sjö i Västerviks kommun och Småland 58°04′19″N 16°02′22″Ö / 58.07205°N 16.03955°Ö
- Krabbegöl, sjö i Lessebo kommun och Småland 56°52′13″N 15°28′32″Ö / 56.87033°N 15.47547°Ö
- Krafsegöl, sjö i Lessebo kommun och Småland 56°51′53″N 15°27′39″Ö / 56.86481°N 15.46076°Ö
- Krampegöl, sjö i Sävsjö kommun och Småland 57°20′31″N 14°42′27″Ö / 57.34207°N 14.70760°Ö
- Krankegöl, sjö i Vetlanda kommun och Småland 57°14′37″N 15°26′01″Ö / 57.24359°N 15.43371°Ö
- Kringelgöl, sjö i Hultsfreds kommun och Småland 57°26′05″N 16°03′41″Ö / 57.43479°N 16.06128°Ö
- Kringlegöl, sjö i Vetlanda kommun och Småland 57°09′01″N 14°55′26″Ö / 57.15026°N 14.92379°Ö
- Kristgöl, sjö i Västerviks kommun och Småland 57°58′32″N 16°09′10″Ö / 57.97564°N 16.15282°Ö
- Kroegöl, sjö i Nybro kommun och Småland 57°01′25″N 15°53′22″Ö / 57.02367°N 15.88953°Ö
- Krogöl (Bäckebo socken, Småland), sjö i Nybro kommun och Småland 56°57′03″N 16°08′05″Ö / 56.95070°N 16.13471°Ö
- Krogöl (Älghults socken, Småland), sjö i Uppvidinge kommun och Småland 56°55′18″N 15°42′39″Ö / 56.92155°N 15.71081°Ö
- Krokegöl (Asa socken, Småland), sjö i Växjö kommun och Småland 57°07′56″N 14°44′10″Ö / 57.13236°N 14.73611°Ö
- Krokegöl (Döderhults socken, Småland), sjö i Oskarshamns kommun och Småland 57°18′30″N 16°15′52″Ö / 57.30832°N 16.26449°Ö
- Krokegöl (Lenhovda socken, Småland, 630619-147878), sjö i Uppvidinge kommun och Småland 56°53′08″N 15°27′30″Ö / 56.88555°N 15.45844°Ö
- Krokegöl (Lenhovda socken, Småland, 631177-146907), sjö i Uppvidinge kommun och Småland 56°55′54″N 15°17′38″Ö / 56.93177°N 15.29392°Ö
- Krokgöl (Asa socken, Småland), sjö i Växjö kommun och Småland 57°08′38″N 14°42′37″Ö / 57.14399°N 14.71017°Ö
- Krokgöl (Dalhems socken, Småland), sjö i Västerviks kommun och Småland 58°02′01″N 16°04′01″Ö / 58.03348°N 16.06705°Ö
- Krokgöl (Gärdserums socken, Småland), sjö i Åtvidabergs kommun och Småland 58°09′52″N 16°05′14″Ö / 58.16452°N 16.08721°Ö
- Krokgöl (Hjorteds socken, Småland), sjö i Västerviks kommun och Småland 57°37′25″N 16°15′21″Ö / 57.62361°N 16.25590°Ö
- Krokgöl (Locknevi socken, Småland), sjö i Vimmerby kommun och Småland 57°49′14″N 15°59′45″Ö / 57.82055°N 15.99585°Ö
- Krokgöl (Nottebäcks socken, Småland), sjö i Uppvidinge kommun och Småland 57°06′26″N 15°16′53″Ö / 57.10736°N 15.28144°Ö
- Krokgöl (Ramkvilla socken, Småland), sjö i Vetlanda kommun och Småland 57°08′48″N 14°54′59″Ö / 57.14661°N 14.91644°Ö
- Krokgöl (Stengårdshults socken, Småland), sjö i Gislaveds kommun och Småland 57°30′59″N 13°54′21″Ö / 57.51636°N 13.90580°Ö
- Krokgöl (Vissefjärda socken, Småland), sjö i Emmaboda kommun och Småland 56°36′07″N 15°39′02″Ö / 56.60189°N 15.65056°Ö
- Kroksjö göl, sjö i Nybro kommun och Småland 56°39′15″N 15°44′29″Ö / 56.65424°N 15.74149°Ö
- Krongöl, sjö i Uppvidinge kommun och Småland 56°50′12″N 15°16′27″Ö / 56.83667°N 15.27409°Ö
- Kroppegöl, sjö i Vetlanda kommun och Småland 57°23′14″N 15°28′30″Ö / 57.38720°N 15.47499°Ö
- Krusgöl, sjö i Åtvidabergs kommun och Småland 58°09′29″N 16°21′21″Ö / 58.15808°N 16.35588°Ö
- Krämmemåla göl, sjö i Tingsryds kommun och Småland 56°34′39″N 15°18′28″Ö / 56.57737°N 15.30784°Ö
- Kråkegöl, sjö i Hylte kommun och Småland 57°01′32″N 13°33′03″Ö / 57.02565°N 13.55094°Ö
- Kråkgöl, sjö i Emmaboda kommun och Småland 56°29′12″N 15°30′04″Ö / 56.48657°N 15.50122°Ö
- Kråkshultagöl, sjö i Hylte kommun och Småland 56°59′50″N 13°23′40″Ö / 56.99731°N 13.39448°Ö
- Kullabogöl, sjö i Gislaveds kommun och Småland 57°05′54″N 13°31′25″Ö / 57.09837°N 13.52358°Ö
- Kullagöl (Aneboda socken, Småland), sjö i Växjö kommun och Småland 57°08′21″N 14°28′46″Ö / 57.13907°N 14.47940°Ö
- Kullagöl (Linneryds socken, Småland), sjö i Tingsryds kommun och Småland 56°34′56″N 15°04′54″Ö / 56.58236°N 15.08157°Ö
- Kullgöl, sjö i Västerviks kommun och Småland 57°57′47″N 16°14′52″Ö / 57.96313°N 16.24764°Ö
- Kvarngöl (Dalhems socken, Småland), sjö i Västerviks kommun och Småland 57°58′12″N 16°07′36″Ö / 57.97005°N 16.12658°Ö
- Kvarngöl (Gladhammars socken, Småland), sjö i Västerviks kommun och Småland 57°40′31″N 16°24′50″Ö / 57.67521°N 16.41392°Ö
- Kvarngöl (Locknevi socken, Småland, 640156-151722), sjö i Vimmerby kommun och Småland 57°44′19″N 16°05′40″Ö / 57.73848°N 16.09431°Ö
- Kvarngöl (Locknevi socken, Småland, 640240-151302), sjö i Vimmerby kommun och Småland 57°44′47″N 16°01′16″Ö / 57.74652°N 16.02116°Ö
- Kvarngöl (Odensvi socken, Småland), sjö i Västerviks kommun och Småland 57°51′27″N 16°06′48″Ö / 57.85749°N 16.11345°Ö
- Kvarnsjögöl, sjö i Hultsfreds kommun och Småland 57°19′18″N 15°46′12″Ö / 57.32154°N 15.77003°Ö
- Källedalagöl, sjö i Uppvidinge kommun och Småland 56°53′01″N 15°17′21″Ö / 56.88361°N 15.28917°Ö
- Källeskruvs göl, sjö i Uppvidinge kommun och Småland 57°09′29″N 15°06′41″Ö / 57.15808°N 15.11150°Ö
- Käringagöl, sjö i Uppvidinge kommun och Småland 56°57′39″N 15°22′26″Ö / 56.96080°N 15.37391°Ö
- Kålbergagöl, sjö i Sävsjö kommun och Småland 57°14′31″N 14°36′14″Ö / 57.24189°N 14.60391°Ö
- Kållebogöl, sjö i Vetlanda kommun och Småland 57°20′52″N 15°12′03″Ö / 57.34784°N 15.20077°Ö
- Kållegöl, sjö i Vetlanda kommun och Småland 57°14′43″N 15°09′50″Ö / 57.24537°N 15.16386°Ö
- Kåramålagöl, sjö i Tingsryds kommun och Småland 56°38′17″N 15°06′11″Ö / 56.63817°N 15.10316°Ö
- Kåregöl, sjö i Torsås kommun och Småland 56°23′53″N 15°53′40″Ö / 56.39819°N 15.89431°Ö
- Kåremaragöl, sjö i Vimmerby kommun och Småland 57°39′42″N 15°35′05″Ö / 57.66166°N 15.58473°Ö
- Kösebogöl, sjö i Högsby kommun och Småland 57°04′19″N 15°44′52″Ö / 57.07181°N 15.74769°Ö
- Lammagöl, sjö i Gislaveds kommun och Småland 57°06′45″N 13°32′57″Ö / 57.11240°N 13.54930°Ö
- Landsgöl, sjö i Vetlanda kommun och Småland 57°21′58″N 15°27′36″Ö / 57.36606°N 15.46005°Ö
- Laneforsa göl, sjö i Växjö kommun och Småland 57°10′00″N 14°48′18″Ö / 57.16661°N 14.80505°Ö
- Lannaskedegöl, sjö i Vetlanda kommun och Småland 57°19′53″N 14°58′29″Ö / 57.33146°N 14.97474°Ö
- Lansgöl, sjö i Nybro kommun och Småland 56°52′04″N 15°49′14″Ö / 56.86771°N 15.82064°Ö
- Larsagöl, sjö i Nybro kommun och Småland 56°54′37″N 15°48′05″Ö / 56.91037°N 15.80129°Ö
- Lassagöl, sjö i Vetlanda kommun och Småland 57°14′37″N 15°19′31″Ö / 57.24367°N 15.32538°Ö
- Lassegöl, sjö i Högsby kommun och Småland 57°13′10″N 16°07′59″Ö / 57.21947°N 16.13312°Ö
- Laxgöl, sjö i Vimmerby kommun och Småland 57°48′05″N 15°53′20″Ö / 57.80136°N 15.88896°Ö
- Ledegöl, sjö i Högsby kommun och Småland 56°59′26″N 16°04′36″Ö / 56.99062°N 16.07666°Ö
- Lekaremålagöl, sjö i Tingsryds kommun och Småland 56°29′33″N 15°18′47″Ö / 56.49243°N 15.31301°Ö
- Libbekullagöl, sjö i Oskarshamns kommun och Småland 57°26′15″N 16°15′16″Ö / 57.43739°N 16.25445°Ö
- Lidagöl, sjö i Gislaveds kommun och Småland 57°12′21″N 13°14′43″Ö / 57.20581°N 13.24516°Ö
- Lilla Alspångegöl, sjö i Västerviks kommun och Småland 57°39′41″N 16°20′41″Ö / 57.66152°N 16.34466°Ö
- Lilla Berkegöl, sjö i Nybro kommun och Småland 57°00′44″N 15°55′51″Ö / 57.01223°N 15.93082°Ö
- Lilla Björkegöl, sjö i Alvesta kommun och Småland 56°49′47″N 14°31′43″Ö / 56.82974°N 14.52853°Ö
- Lilla Björngöl, sjö i Västerviks kommun och Småland 58°00′23″N 16°14′37″Ö / 58.00651°N 16.24361°Ö
- Lilla Burgöl, sjö i Åtvidabergs kommun och Småland 58°11′00″N 16°15′15″Ö / 58.18344°N 16.25428°Ö
- Lilla Eskilsgöl, sjö i Högsby kommun och Småland 56°59′43″N 16°03′30″Ö / 56.99515°N 16.05843°Ö
- Lilla Getgöl, sjö i Västerviks kommun och Småland 57°35′02″N 16°17′46″Ö / 57.58387°N 16.29604°Ö
- Lilla Goddegöl, sjö i Nybro kommun och Småland 56°58′09″N 15°58′08″Ö / 56.96908°N 15.96898°Ö
- Lilla Göl (Bäckebo socken, Småland), sjö i Nybro kommun och Småland 56°54′50″N 15°50′24″Ö / 56.91386°N 15.84003°Ö
- Lilla Göl (Högsby socken, Småland), sjö i Högsby kommun och Småland 57°06′35″N 15°49′34″Ö / 57.10981°N 15.82618°Ö
- Lilla Göl (Stenberga socken, Småland), sjö i Vetlanda kommun och Småland 57°19′45″N 15°28′38″Ö / 57.32929°N 15.47717°Ö
- Lilla Göl (Södra Sandsjö socken, Småland), sjö i Tingsryds kommun och Småland 56°30′27″N 15°05′32″Ö / 56.50743°N 15.09210°Ö
- Lilla Karsgöl, sjö i Västerviks kommun och Småland 57°33′57″N 16°21′14″Ö / 57.56594°N 16.35378°Ö
- Lilla Kättilsgöl, sjö i Västerviks kommun och Småland 57°38′09″N 16°14′17″Ö / 57.63589°N 16.23797°Ö
- Lilla Ljusgöl, sjö i Västerviks kommun och Småland 57°48′02″N 16°22′57″Ö / 57.80044°N 16.38255°Ö
- Lilla Lockegöl, sjö i Mönsterås kommun och Småland 57°10′32″N 16°11′14″Ö / 57.17568°N 16.18713°Ö
- Lilla Långgöl, sjö i Hultsfreds kommun och Småland 57°26′15″N 16°03′24″Ö / 57.43758°N 16.05664°Ö
- Lilla Mogöl, sjö i Uppvidinge kommun och Småland 57°09′38″N 15°11′10″Ö / 57.16054°N 15.18599°Ö
- Lilla Rudgöl, sjö i Vimmerby kommun och Småland 57°40′44″N 15°59′55″Ö / 57.67877°N 15.99863°Ö
- Lilla Råsgöl, sjö i Högsby kommun och Småland 56°58′27″N 16°04′02″Ö / 56.97430°N 16.06734°Ö
- Lilla Rödgöl, sjö i Åtvidabergs kommun och Småland 58°09′33″N 16°14′54″Ö / 58.15922°N 16.24837°Ö
- Lilla Sjömillegöl, sjö i Vetlanda kommun och Småland 57°17′16″N 15°28′02″Ö / 57.28769°N 15.46726°Ö
- Lilla Skärgöl, sjö i Uppvidinge kommun och Småland 57°11′24″N 15°12′53″Ö / 57.19004°N 15.21477°Ö
- Lilla Skärsgöl, sjö i Högsby kommun och Småland 57°00′11″N 16°07′31″Ö / 57.00317°N 16.12514°Ö
- Lilla Tvegöl, sjö i Västerviks kommun och Småland 57°57′59″N 16°16′48″Ö / 57.96643°N 16.28012°Ö
- Lilla Tvägöl, sjö i Vimmerby kommun och Småland 57°41′36″N 16°08′57″Ö / 57.69336°N 16.14912°Ö
- Lilla Tvägöl, sjö i Gislaveds kommun, 57°30′29″N 13°47′09″Ö / 57.508°N 13.7859°Ö
- Lilla Tvågöl, sjö i Gislaveds kommun och Småland 57°30′29″N 13°47′09″Ö / 57.50795°N 13.78592°Ö
- Lilla Uttergöl, sjö i Oskarshamns kommun och Småland 57°22′00″N 16°25′12″Ö / 57.36656°N 16.41994°Ö
- Lilla Värmgöl, sjö i Västerviks kommun och Småland 58°02′57″N 16°13′34″Ö / 58.04913°N 16.22601°Ö
- Lilla Vårgöl, sjö i Uppvidinge kommun och Småland 57°05′22″N 15°16′48″Ö / 57.08958°N 15.27987°Ö
- Lilla Ålsjögöl, sjö i Vimmerby kommun och Småland 57°43′57″N 15°36′10″Ö / 57.73253°N 15.60277°Ö
- Lillegöl (Anderstorps socken, Småland), sjö i Gislaveds kommun och Småland 57°14′50″N 13°42′37″Ö / 57.24714°N 13.71041°Ö
- Lillegöl (Burseryds socken, Småland), sjö i Gislaveds kommun och Småland 57°14′36″N 13°17′29″Ö / 57.24331°N 13.29128°Ö
- Lillegöl (Kråkshults socken, Småland), sjö i Eksjö kommun och Småland 57°32′15″N 15°27′12″Ö / 57.53754°N 15.45325°Ö
- Lillegöl (Lenhovda socken, Småland), sjö i Uppvidinge kommun och Småland 57°00′22″N 15°25′29″Ö / 57.00614°N 15.42473°Ö
- Lillegöl (Stenberga socken, Småland), sjö i Vetlanda kommun och Småland 57°18′32″N 15°25′23″Ö / 57.30875°N 15.42309°Ö
- Lillegöl (Vena socken, Småland), sjö i Hultsfreds kommun och Småland 57°31′56″N 16°03′01″Ö / 57.53223°N 16.05028°Ö
- Lillegöl (Ödestugu socken, Småland), sjö i Jönköpings kommun och Småland 57°33′15″N 14°19′09″Ö / 57.55406°N 14.31917°Ö
- Lillgöl (Gärdserums socken, Småland), sjö i Åtvidabergs kommun och Småland 58°06′13″N 16°09′50″Ö / 58.10355°N 16.16390°Ö
- Lillgöl (Tryserums socken, Småland), sjö i Valdemarsviks kommun och Småland 58°09′02″N 16°28′21″Ö / 58.15052°N 16.47260°Ö
- Lillgöl (Västra Eds socken, Småland), sjö i Västerviks kommun och Småland 58°00′42″N 16°33′10″Ö / 58.01154°N 16.55291°Ö
- Lillgöl (Västrums socken, Småland), sjö i Västerviks kommun och Småland 57°38′09″N 16°37′18″Ö / 57.63579°N 16.62153°Ö
- Lillånggöl, sjö i Västerviks kommun och Småland 57°38′30″N 16°16′24″Ö / 57.64178°N 16.27337°Ö
- Lindalsgöl, sjö i Åtvidabergs kommun och Småland 58°09′08″N 16°20′20″Ö / 58.15223°N 16.33898°Ö
- Lindegöl, sjö i Oskarshamns kommun och Småland 57°30′11″N 16°30′19″Ö / 57.50315°N 16.50530°Ö
- Lindergöl, sjö i Vimmerby kommun och Småland 57°36′56″N 15°48′16″Ö / 57.61561°N 15.80437°Ö
- Lindesgöl, sjö i Hylte kommun och Småland 56°51′54″N 13°22′33″Ö / 56.86490°N 13.37579°Ö
- Lindfallegöl, sjö i Västerviks kommun och Småland 57°48′49″N 16°23′34″Ö / 57.81368°N 16.39269°Ö
- Lindhultsgöl, sjö i Alvesta kommun och Småland 57°08′43″N 14°28′03″Ö / 57.14523°N 14.46761°Ö
- Lindösgöl, sjö i Sävsjö kommun och Småland 57°12′44″N 14°27′01″Ö / 57.21213°N 14.45030°Ö
- Linkegöl, sjö i Uppvidinge kommun och Småland 57°03′17″N 15°26′26″Ö / 57.05486°N 15.44054°Ö
- Ljungabo göl, sjö i Värnamo kommun och Småland 56°53′52″N 14°16′14″Ö / 56.89788°N 14.27067°Ö
- Ljungsbergsgöl, sjö i Hultsfreds kommun och Småland 57°19′06″N 15°41′15″Ö / 57.31844°N 15.68755°Ö
- Ljungängagöl, sjö i Växjö kommun och Småland 57°12′03″N 14°46′17″Ö / 57.20091°N 14.77152°Ö
- Ljuse göl, sjö i Vetlanda kommun och Småland 57°20′56″N 15°10′56″Ö / 57.34891°N 15.18215°Ö
- Ljusegöl (Kråksmåla socken, Småland), sjö i Nybro kommun och Småland 57°01′41″N 15°56′20″Ö / 57.02811°N 15.93894°Ö
- Ljusegöl (Målilla socken, Småland), sjö i Hultsfreds kommun och Småland 57°27′13″N 15°37′47″Ö / 57.45360°N 15.62964°Ö
- Ljusgöl (Blackstads socken, Småland), sjö i Västerviks kommun och Småland 57°44′55″N 16°11′06″Ö / 57.74856°N 16.18491°Ö
- Ljusgöl (Fliseryds socken, Småland), sjö i Mönsterås kommun och Småland 57°12′47″N 16°19′21″Ö / 57.21300°N 16.32256°Ö
- Ljusgöl (Gärdserums socken, Småland), sjö i Åtvidabergs kommun och Småland 58°03′57″N 16°09′54″Ö / 58.06584°N 16.16488°Ö
- Ljusgöl (Hallingebergs socken, Småland, 640540-153169), sjö i Västerviks kommun och Småland 57°46′20″N 16°20′16″Ö / 57.77217°N 16.33774°Ö
- Ljusgöl (Hallingebergs socken, Småland, 641338-153057), sjö i Västerviks kommun och Småland 57°50′35″N 16°18′58″Ö / 57.84310°N 16.31622°Ö
- Ljusgöl (Hjorteds socken, Småland, 637918-153634), sjö i Västerviks kommun och Småland 57°32′11″N 16°24′43″Ö / 57.53640°N 16.41194°Ö
- Ljusgöl (Hjorteds socken, Småland, 638840-154011), sjö i Västerviks kommun och Småland 57°37′09″N 16°28′22″Ö / 57.61924°N 16.47289°Ö
- Ljusgöl (Hjorteds socken, Småland, 639847-152416), sjö i Västerviks kommun och Småland 57°42′34″N 16°12′34″Ö / 57.70943°N 16.20932°Ö
- Ljusgöl (Misterhults socken, Småland), sjö i Oskarshamns kommun och Småland 57°29′50″N 16°25′02″Ö / 57.49723°N 16.41713°Ö
- Ljusgöl (Södra Vi socken, Småland), sjö i Vimmerby kommun och Småland 57°40′56″N 15°48′10″Ö / 57.68224°N 15.80286°Ö
- Ljusgöl (Tuna socken, Småland), sjö i Vimmerby kommun och Småland 57°30′20″N 16°12′13″Ö / 57.50544°N 16.20357°Ö
- Ljusgöl (Törnsfalls socken, Småland), sjö i Västerviks kommun och Småland 57°45′42″N 16°25′17″Ö / 57.76173°N 16.42125°Ö
- Loftersgöl, sjö i Västerviks kommun och Småland 58°02′43″N 16°05′44″Ö / 58.04518°N 16.09559°Ö
- Lomgöl (Blackstads socken, Småland, 640256-152281), sjö i Västerviks kommun och Småland 57°44′50″N 16°11′18″Ö / 57.74721°N 16.18825°Ö
- Lomgöl (Blackstads socken, Småland, 640524-152393), sjö i Västerviks kommun och Småland 57°46′10″N 16°12′34″Ö / 57.76941°N 16.20932°Ö
- Lomgöl (Frödinge socken, Småland), sjö i Vimmerby kommun och Småland 57°40′24″N 16°01′05″Ö / 57.67344°N 16.01804°Ö
- Lomgöl (Gamleby socken, Småland), sjö i Västerviks kommun och Småland 57°56′57″N 16°17′05″Ö / 57.94926°N 16.28463°Ö
- Lomgöl (Hjorteds socken, Småland, 638338-153789), sjö i Västerviks kommun och Småland 57°34′26″N 16°26′18″Ö / 57.57399°N 16.43847°Ö
- Lomgöl (Hjorteds socken, Småland, 638365-153264), sjö i Västerviks kommun och Småland 57°34′37″N 16°21′03″Ö / 57.57682°N 16.35077°Ö
- Lomgöl (Hjorteds socken, Småland, 638983-153662), sjö i Västerviks kommun och Småland 57°37′55″N 16°25′06″Ö / 57.63200°N 16.41822°Ö
- Lommagöl (Bosebo socken, Småland), sjö i Gislaveds kommun och Småland 57°16′01″N 13°19′47″Ö / 57.26698°N 13.32979°Ö
- Lommagöl (Hjärtlanda socken, Småland), sjö i Sävsjö kommun och Småland 57°21′02″N 14°41′59″Ö / 57.35062°N 14.69970°Ö
- Lommagöl (Ljuders socken, Småland), sjö i Lessebo kommun och Småland 56°43′33″N 15°18′39″Ö / 56.72583°N 15.31078°Ö
- Lommagöl (Slätthögs socken, Småland), sjö i Alvesta kommun och Småland 56°59′49″N 14°31′13″Ö / 56.99697°N 14.52017°Ö
- Lommegöl (Ekeberga socken, Småland), sjö i Lessebo kommun och Småland 56°52′42″N 15°28′24″Ö / 56.87831°N 15.47327°Ö
- Lommegöl (Gladhammars socken, Småland), sjö i Västerviks kommun och Småland 57°40′56″N 16°25′16″Ö / 57.68227°N 16.42108°Ö
- Lommegöl (Hallingebergs socken, Småland), sjö i Västerviks kommun och Småland 57°49′14″N 16°12′26″Ö / 57.82068°N 16.20720°Ö
- Lommegöl (Järeda socken, Småland), sjö i Hultsfreds kommun och Småland 57°25′40″N 15°34′53″Ö / 57.42784°N 15.58132°Ö
- Lommegöl (Karlstorps socken, Småland), sjö i Vetlanda kommun och Småland 57°28′10″N 15°34′30″Ö / 57.46949°N 15.57490°Ö
- Lommegöl (Kråksmåla socken, Småland), sjö i Nybro kommun och Småland 57°00′40″N 15°50′11″Ö / 57.01121°N 15.83634°Ö
- Lommegöl (Lenhovda socken, Småland), sjö i Uppvidinge kommun och Småland 56°55′57″N 15°18′12″Ö / 56.93252°N 15.30328°Ö
- Lommegöl (Mörlunda socken, Småland), sjö i Hultsfreds kommun och Småland 57°15′17″N 15°46′19″Ö / 57.25473°N 15.77192°Ö
- Lommegöl (Södra Sandsjö socken, Småland), sjö i Tingsryds kommun och Småland 56°27′32″N 15°10′43″Ö / 56.45896°N 15.17865°Ö
- Lottgöl, sjö i Emmaboda kommun och Småland 56°30′06″N 15°36′44″Ö / 56.50161°N 15.61217°Ö
- Lussebogöl, sjö i Gislaveds kommun och Småland 57°07′37″N 13°07′48″Ö / 57.12687°N 13.12987°Ö
- Lysegöl (Virserums socken, Småland, 635027-149107), sjö i Hultsfreds kommun och Småland 57°16′41″N 15°39′26″Ö / 57.27818°N 15.65717°Ö
- Lysegöl (Virserums socken, Småland, 635032-148604), sjö i Hultsfreds kommun och Småland 57°16′43″N 15°34′26″Ö / 57.27850°N 15.57378°Ö
- Lysgöl (Målilla socken, Småland), sjö i Hultsfreds kommun och Småland 57°25′12″N 15°49′01″Ö / 57.41987°N 15.81703°Ö
- Lysgöl (Vena socken, Småland, 637066-151254), sjö i Hultsfreds kommun och Småland 57°27′30″N 16°01′03″Ö / 57.45830°N 16.01746°Ö
- Lysgöl (Vena socken, Småland, 637441-151972), sjö i Hultsfreds kommun och Småland 57°29′44″N 16°07′54″Ö / 57.49568°N 16.13159°Ö
- Långa Göl, sjö i Tingsryds kommun och Småland 56°26′06″N 14°53′56″Ö / 56.43495°N 14.89877°Ö
- Långagöl, sjö i Tingsryds kommun och Småland 56°33′45″N 14°41′12″Ö / 56.56255°N 14.68670°Ö
- Långegöl (Alseda socken, Småland), sjö i Vetlanda kommun och Småland 57°22′41″N 15°17′25″Ö / 57.37805°N 15.29038°Ö
- Långegöl (Ekeberga socken, Småland, 630583-147946), sjö i Lessebo kommun och Småland 56°52′44″N 15°28′06″Ö / 56.87875°N 15.46834°Ö
- Långegöl (Ekeberga socken, Småland, 630739-147603), sjö i Lessebo kommun och Småland 56°53′35″N 15°24′28″Ö / 56.89312°N 15.40783°Ö
- Långegöl (Fågelfors socken, Småland), sjö i Högsby kommun och Småland 57°11′29″N 15°49′00″Ö / 57.19143°N 15.81663°Ö
- Långegöl (Hälleberga socken, Småland), sjö i Nybro kommun och Småland 56°54′10″N 15°32′46″Ö / 56.90273°N 15.54608°Ö
- Långegöl (Kråksmåla socken, Småland, 632342-150691), sjö i Nybro kommun och Småland 57°02′14″N 15°55′09″Ö / 57.03711°N 15.91904°Ö
- Långegöl (Kråksmåla socken, Småland, 632404-150898), sjö i Nybro kommun och Småland 57°02′34″N 15°57′11″Ö / 57.04264°N 15.95316°Ö
- Långegöl (Nottebäcks socken, Småland), sjö i Uppvidinge kommun och Småland 57°08′35″N 15°14′54″Ö / 57.14314°N 15.24839°Ö
- Långegöl (Tuna socken, Småland), sjö i Vimmerby kommun och Småland 57°33′53″N 16°05′47″Ö / 57.56464°N 16.09628°Ö
- Långegöl (Åseda socken, Småland), sjö i Uppvidinge kommun och Småland 57°10′49″N 15°26′13″Ö / 57.18029°N 15.43699°Ö
- Långegöl (Ökna socken, Småland, 636153-148105), sjö i Vetlanda kommun och Småland 57°22′44″N 15°29′25″Ö / 57.37898°N 15.49019°Ö
- Långegöl (Ökna socken, Småland, 637175-148110), sjö i Vetlanda kommun och Småland 57°28′15″N 15°29′25″Ö / 57.47074°N 15.49023°Ö
- Långgöl (Döderhults socken, Småland), sjö i Oskarshamns kommun och Småland 57°17′04″N 16°03′18″Ö / 57.28448°N 16.05510°Ö
- Långgöl (Hannäs socken, Småland), sjö i Åtvidabergs kommun och Småland 58°10′01″N 16°15′40″Ö / 58.16689°N 16.26121°Ö
- Långgöl (Locknevi socken, Småland, 640226-151712), sjö i Vimmerby kommun och Småland 57°44′56″N 16°05′45″Ö / 57.74880°N 16.09590°Ö
- Långgöl (Locknevi socken, Småland, 640428-151104), sjö i Vimmerby kommun och Småland 57°45′47″N 15°59′26″Ö / 57.76309°N 15.99068°Ö
- Långgöl (Långasjö socken, Småland), sjö i Emmaboda kommun och Småland 56°30′57″N 15°25′22″Ö / 56.51581°N 15.42268°Ö
- Långgöl (Mörlunda socken, Småland), sjö i Hultsfreds kommun och Småland 57°18′11″N 16°02′38″Ö / 57.30300°N 16.04378°Ö
- Långgöl (Norra Solberga socken, Småland), sjö i Nässjö kommun och Småland 57°42′20″N 14°43′55″Ö / 57.70542°N 14.73201°Ö
- Långgöl (Odensvi socken, Småland), sjö i Västerviks kommun och Småland 57°52′06″N 16°06′08″Ö / 57.86820°N 16.10225°Ö
- Långgöl (Ukna socken, Småland, 644065-152473), sjö i Västerviks kommun och Småland 58°05′21″N 16°13′28″Ö / 58.08909°N 16.22445°Ö
- Långgöl (Ukna socken, Småland, 644303-153083), sjö i Västerviks kommun och Småland 58°06′36″N 16°19′41″Ö / 58.11007°N 16.32817°Ö
- Långgöl (Vissefjärda socken, Småland), sjö i Emmaboda kommun och Småland 56°30′46″N 15°29′49″Ö / 56.51287°N 15.49694°Ö
- Långgöl (Västra Eds socken, Småland), sjö i Västerviks kommun och Småland 58°03′04″N 16°29′48″Ö / 58.05118°N 16.49667°Ö
- Långgöl (Överums socken, Småland, 643380-152836), sjö i Västerviks kommun och Småland 58°01′39″N 16°17′07″Ö / 58.02737°N 16.28516°Ö
- Långgöl (Överums socken, Småland, 643757-152155), sjö i Västerviks kommun och Småland 58°03′42″N 16°10′13″Ö / 58.06160°N 16.17026°Ö
- Långhyltgöl, sjö i Torsås kommun och Småland 56°21′56″N 15°47′41″Ö / 56.36544°N 15.79473°Ö
- Långsgöl, sjö i Mönsterås kommun och Småland 57°09′37″N 16°16′34″Ö / 57.16038°N 16.27605°Ö
- Löckrumsgöl, sjö i Åtvidabergs kommun och Småland 58°08′11″N 16°11′26″Ö / 58.13633°N 16.19054°Ö
- Löckna göl, sjö i Jönköpings kommun och Småland 57°43′53″N 13°55′15″Ö / 57.73142°N 13.92089°Ö
- Lönsåsa göl, sjö i Växjö kommun och Småland 57°10′19″N 14°43′08″Ö / 57.17191°N 14.71894°Ö
- Lörstadgöl, sjö i Västerviks kommun och Småland 57°48′05″N 16°11′46″Ö / 57.80141°N 16.19622°Ö
- Lövhultagöl, sjö i Växjö kommun och Småland 57°06′36″N 14°39′02″Ö / 57.10996°N 14.65044°Ö
- Madgöl (Vissefjärda socken, Småland), sjö i Emmaboda kommun och Småland 56°30′42″N 15°27′09″Ö / 56.51168°N 15.45245°Ö
- Madgöl (Överums socken, Småland), sjö i Västerviks kommun och Småland 58°00′54″N 16°18′10″Ö / 58.01500°N 16.30276°Ö
- Magergöl (Gladhammars socken, Småland), sjö i Västerviks kommun och Småland 57°44′19″N 16°23′18″Ö / 57.73872°N 16.38829°Ö
- Magergöl (Vena socken, Småland), sjö i Hultsfreds kommun och Småland 57°29′41″N 16°07′06″Ö / 57.49464°N 16.11840°Ö
- Magergöl (Virserums socken, Småland), sjö i Hultsfreds kommun och Småland 57°16′08″N 15°35′44″Ö / 57.26893°N 15.59555°Ö
- Magregöl (Järeda socken, Småland), sjö i Hultsfreds kommun och Småland 57°23′43″N 15°37′38″Ö / 57.39523°N 15.62709°Ö
- Magregöl (Målilla socken, Småland), sjö i Hultsfreds kommun och Småland 57°25′00″N 15°46′25″Ö / 57.41672°N 15.77360°Ö
- Magregöl (Älghults socken, Småland), sjö i Uppvidinge kommun och Småland 57°01′41″N 15°38′38″Ö / 57.02817°N 15.64401°Ö
- Malghultegöl, sjö i Oskarshamns kommun och Småland 57°23′39″N 16°13′06″Ö / 57.39423°N 16.21833°Ö
- Mangöl, sjö i Västerviks kommun och Småland 57°57′16″N 16°05′37″Ö / 57.95442°N 16.09367°Ö
- Margöl, sjö i Västerviks kommun och Småland 57°31′53″N 16°24′29″Ö / 57.53139°N 16.40818°Ö
- Marhulta göl, sjö i Uppvidinge kommun och Småland 57°01′59″N 15°14′31″Ö / 57.03311°N 15.24197°Ö
- Markagöl, sjö i Sävsjö kommun och Småland 57°18′43″N 14°41′36″Ö / 57.31204°N 14.69323°Ö
- Marsgöl, sjö i Västerviks kommun och Småland 57°34′40″N 16°24′15″Ö / 57.57783°N 16.40427°Ö
- Martinsgöl, sjö i Jönköpings kommun och Småland 57°42′09″N 14°05′27″Ö / 57.70258°N 14.09082°Ö
- Mattisgöl, sjö i Nybro kommun och Småland 56°59′30″N 15°51′53″Ö / 56.99180°N 15.86462°Ö
- Melgöl, sjö i Oskarshamns kommun och Småland 57°32′22″N 16°31′48″Ö / 57.53946°N 16.53004°Ö
- Mellangöl (Hallingebergs socken, Småland), sjö i Västerviks kommun och Småland 57°46′28″N 16°17′50″Ö / 57.77449°N 16.29710°Ö
- Mellangöl (Södra Unnaryds socken, Småland), sjö i Hylte kommun och Småland 56°58′46″N 13°31′00″Ö / 56.97949°N 13.51655°Ö
- Mellangöl (Åsenhöga socken, Småland), sjö i Gnosjö kommun och Småland 57°27′22″N 13°52′32″Ö / 57.45600°N 13.87544°Ö
- Mellby göl, sjö i Eksjö kommun och Småland 57°33′26″N 15°05′18″Ö / 57.55736°N 15.08821°Ö
- Metgöl (Hallingebergs socken, Småland), sjö i Västerviks kommun och Småland 57°50′25″N 16°17′38″Ö / 57.84022°N 16.29396°Ö
- Metgöl (Locknevi socken, Småland), sjö i Vimmerby kommun och Småland 57°41′40″N 16°08′09″Ö / 57.69438°N 16.13571°Ö
- Millanringsgöl, sjö i Västerviks kommun och Småland 57°35′51″N 16°19′10″Ö / 57.59751°N 16.31947°Ö
- Mjuegöl, sjö i Nybro kommun och Småland 56°37′47″N 15°54′39″Ö / 56.62969°N 15.91082°Ö
- Mjösjögöl, sjö i Nybro kommun och Småland 56°58′26″N 15°59′10″Ö / 56.97399°N 15.98610°Ö
- Modegöl, sjö i Hultsfreds kommun och Småland 57°26′56″N 15°50′31″Ö / 57.44887°N 15.84186°Ö
- Mogöl (Frödinge socken, Småland), sjö i Vimmerby kommun och Småland 57°40′01″N 15°55′57″Ö / 57.66700°N 15.93255°Ö
- Mogöl (Kristdala socken, Småland), sjö i Oskarshamns kommun och Småland 57°19′04″N 16°04′09″Ö / 57.31777°N 16.06910°Ö
- Mogöl (Målilla socken, Småland), sjö i Hultsfreds kommun och Småland 57°23′40″N 15°55′16″Ö / 57.39432°N 15.92113°Ö
- Mogöl (Odensvi socken, Småland), sjö i Västerviks kommun och Småland 57°55′47″N 16°13′50″Ö / 57.92961°N 16.23069°Ö
- Mogöl (Sandseryds socken, Småland), sjö i Jönköpings kommun och Småland 57°45′51″N 14°05′34″Ö / 57.76421°N 14.09277°Ö
- Mogöl (Virserums socken, Småland), sjö i Hultsfreds kommun och Småland 57°16′28″N 15°35′04″Ö / 57.27448°N 15.58458°Ö
- Moragöl, sjö i Vetlanda kommun och Småland 57°15′22″N 15°28′41″Ö / 57.25611°N 15.47815°Ö
- Mossagöl, sjö i Sävsjö kommun och Småland 57°11′12″N 14°30′37″Ö / 57.18654°N 14.51028°Ö
- Mossatorps göl, sjö i Värnamo kommun och Småland 57°11′47″N 13°46′20″Ö / 57.19633°N 13.77236°Ö
- Mossgöl (Dalhems socken, Småland), sjö i Västerviks kommun och Småland 58°04′19″N 16°05′13″Ö / 58.07196°N 16.08682°Ö
- Mossgöl (Djursdala socken, Småland), sjö i Vimmerby kommun och Småland 57°47′02″N 15°55′59″Ö / 57.78399°N 15.93296°Ö
- Mossgöl (Hallingebergs socken, Småland), sjö i Västerviks kommun och Småland 57°50′35″N 16°16′52″Ö / 57.84315°N 16.28120°Ö
- Mulakullegöl, sjö i Gislaveds kommun och Småland 57°12′44″N 13°25′22″Ö / 57.21228°N 13.42285°Ö
- Munka göl, sjö i Älmhults kommun och Småland 56°34′27″N 13°58′04″Ö / 56.57421°N 13.96781°Ö
- Målagöl (Ekeberga socken, Småland), sjö i Lessebo kommun och Småland 56°51′24″N 15°17′12″Ö / 56.85657°N 15.28659°Ö
- Målagöl (Pjätteryds socken, Småland), sjö i Älmhults kommun och Småland 56°34′02″N 14°02′08″Ö / 56.56720°N 14.03566°Ö
- Målagöl (Urshults socken, Småland), sjö i Tingsryds kommun och Småland 56°32′01″N 14°46′52″Ö / 56.53373°N 14.78117°Ö
- Målagöl (Älghults socken, Småland), sjö i Uppvidinge kommun och Småland 56°59′56″N 15°45′34″Ö / 56.99881°N 15.75948°Ö
- Målegöl, sjö i Högsby kommun och Småland 57°13′04″N 16°04′16″Ö / 57.21764°N 16.07120°Ö
- Mårgöl, sjö i Västerviks kommun och Småland 57°43′54″N 16°12′43″Ö / 57.73160°N 16.21192°Ö
- Mögöl (Blackstads socken, Småland), sjö i Västerviks kommun och Småland 57°49′44″N 16°09′18″Ö / 57.82901°N 16.15512°Ö
- Mögöl (Dalhems socken, Småland), sjö i Västerviks kommun och Småland 58°01′41″N 16°00′06″Ö / 58.02794°N 16.00169°Ö
- Mögöl (Hallingebergs socken, Småland), sjö i Västerviks kommun och Småland 57°49′53″N 16°16′43″Ö / 57.83130°N 16.27869°Ö
- Mögöl (Hjorteds socken, Småland), sjö i Västerviks kommun och Småland 57°34′04″N 16°20′48″Ö / 57.56768°N 16.34679°Ö
- Mögöl (Åseda socken, Småland), sjö i Uppvidinge kommun och Småland 57°06′58″N 15°24′30″Ö / 57.11600°N 15.40841°Ö
- Mörghulte göl, sjö i Västerviks kommun och Småland 57°44′38″N 16°25′30″Ö / 57.74385°N 16.42497°Ö
- Mörka Göl, sjö i Värnamo kommun och Småland 57°12′02″N 14°14′21″Ö / 57.20069°N 14.23925°Ö
- Mörkegöl (Bäckaby socken, Småland), sjö i Vetlanda kommun och Småland 57°18′33″N 14°57′39″Ö / 57.30910°N 14.96097°Ö
- Mörkegöl (Dalhems socken, Småland), sjö i Västerviks kommun och Småland 57°58′29″N 16°09′53″Ö / 57.97471°N 16.16464°Ö
- Mörkegöl (Högsby socken, Småland), sjö i Högsby kommun och Småland 57°10′51″N 15°55′45″Ö / 57.18096°N 15.92924°Ö
- Mörkegöl (Näshults socken, Småland), sjö i Vetlanda kommun och Småland 57°13′42″N 15°30′26″Ö / 57.22834°N 15.50721°Ö
- Mörkegöl (Åseda socken, Småland), sjö i Uppvidinge kommun och Småland 57°08′54″N 15°31′52″Ö / 57.14821°N 15.53098°Ö
- Mörkgöl, sjö i Västerviks kommun och Småland 57°45′54″N 16°25′22″Ö / 57.76505°N 16.42265°Ö
- Mörtegöl (Hälleberga socken, Småland, 630160-148747), sjö i Nybro kommun och Småland 56°50′28″N 15°36′00″Ö / 56.84105°N 15.59993°Ö
- Mörtegöl (Hälleberga socken, Småland, 630911-148441), sjö i Nybro kommun och Småland 56°54′30″N 15°32′58″Ö / 56.90840°N 15.54933°Ö
- Mörtegöl (Målilla socken, Småland), sjö i Hultsfreds kommun och Småland 57°25′50″N 15°49′28″Ö / 57.43055°N 15.82436°Ö
- Mörtegöl (Vena socken, Småland), sjö i Hultsfreds kommun och Småland 57°31′43″N 16°03′30″Ö / 57.52862°N 16.05843°Ö
- Mörtegöl (Vireda socken, Småland), sjö i Aneby kommun och Småland 57°57′16″N 14°37′57″Ö / 57.95453°N 14.63252°Ö
- Mörtegöl (Åseda socken, Småland), sjö i Uppvidinge kommun och Småland 57°11′38″N 15°13′19″Ö / 57.19393°N 15.22182°Ö
- Mörtgöl (Blackstads socken, Småland), sjö i Västerviks kommun och Småland 57°47′29″N 16°14′39″Ö / 57.79147°N 16.24420°Ö
- Mörtgöl (Djursdala socken, Småland, 640602-150665), sjö i Vimmerby kommun och Småland 57°46′44″N 15°55′01″Ö / 57.77880°N 15.91697°Ö
- Mörtgöl (Djursdala socken, Småland, 640782-150453), sjö i Vimmerby kommun och Småland 57°47′42″N 15°52′53″Ö / 57.79499°N 15.88138°Ö
- Mörtgöl (Hjorteds socken, Småland, 638301-153267), sjö i Västerviks kommun och Småland 57°34′16″N 16°21′04″Ö / 57.57107°N 16.35118°Ö
- Mörtgöl (Hjorteds socken, Småland, 638883-152869), sjö i Västerviks kommun och Småland 57°37′33″N 16°17′12″Ö / 57.62575°N 16.28673°Ö
- Mörtgöl (Hjorteds socken, Småland, 639620-152853), sjö i Västerviks kommun och Småland 57°41′23″N 16°17′01″Ö / 57.68978°N 16.28355°Ö
- Mörtgöl (Kristdala socken, Småland), sjö i Oskarshamns kommun och Småland 57°19′21″N 16°02′59″Ö / 57.32257°N 16.04972°Ö
- Mörtgöl (Locknevi socken, Småland), sjö i Vimmerby kommun och Småland 57°45′24″N 16°06′36″Ö / 57.75667°N 16.10991°Ö
- Mörtgöl (Odensvi socken, Småland), sjö i Västerviks kommun och Småland 57°53′04″N 16°05′35″Ö / 57.88456°N 16.09295°Ö
- Mörtgöl (Tryserums socken, Småland, 644888-153761), sjö i Valdemarsviks kommun och Småland 58°09′43″N 16°26′39″Ö / 58.16207°N 16.44411°Ö
- Mörtgöl (Tryserums socken, Småland, 645173-153585), sjö i Åtvidabergs kommun och Småland 58°11′22″N 16°24′42″Ö / 58.18934°N 16.41179°Ö
- Mörtgöl (Överums socken, Småland), sjö i Västerviks kommun och Småland 58°00′30″N 16°15′22″Ö / 58.00844°N 16.25615°Ö
- Nabbansgöl, sjö i Gnosjö kommun och Småland 57°24′51″N 13°40′33″Ö / 57.41407°N 13.67591°Ö
- Nedre Färgagöl, sjö i Västerviks kommun och Småland 57°57′45″N 16°02′36″Ö / 57.96260°N 16.04340°Ö
- Nedre Läppebogöl, sjö i Västerviks kommun och Småland 57°40′41″N 16°22′09″Ö / 57.67811°N 16.36905°Ö
- Nedsjö göl, sjö i Hultsfreds kommun och Småland 57°30′57″N 15°50′12″Ö / 57.51585°N 15.83658°Ö
- Nerby göl, sjö i Eksjö kommun och Småland 57°32′13″N 15°30′39″Ö / 57.53697°N 15.51086°Ö
- Nergöl, sjö i Åtvidabergs kommun och Småland 58°09′57″N 16°18′57″Ö / 58.16597°N 16.31573°Ö
- Noblagöl, sjö i Växjö kommun och Småland 56°50′26″N 15°02′33″Ö / 56.84068°N 15.04251°Ö
- Norra Dynestadgöl, sjö i Västerviks kommun och Småland 57°43′30″N 16°15′49″Ö / 57.72487°N 16.26354°Ö
- Norra Göl, sjö i Västerviks kommun och Småland 57°51′08″N 16°05′56″Ö / 57.85214°N 16.09875°Ö
- Norre göl, sjö i Vetlanda kommun och Småland 57°22′21″N 15°28′53″Ö / 57.37249°N 15.48143°Ö
- Norregöl (Asa socken, Småland, 633645-144461), sjö i Vetlanda kommun och Småland 57°09′07″N 14°53′35″Ö / 57.15192°N 14.89302°Ö
- Norregöl (Asa socken, Småland, 634289-143240), sjö i Växjö kommun och Småland 57°12′25″N 14°41′01″Ö / 57.20698°N 14.68365°Ö
- Norregöl (Barkeryds socken, Småland), sjö i Nässjö kommun och Småland 57°43′04″N 14°32′46″Ö / 57.71781°N 14.54622°Ö
- Norregöl (Kråksmåla socken, Småland), sjö i Nybro kommun och Småland 57°02′38″N 15°50′19″Ö / 57.04398°N 15.83867°Ö
- Norregöl (Urshults socken, Småland), sjö i Tingsryds kommun och Småland 56°27′30″N 14°52′38″Ö / 56.45832°N 14.87729°Ö
- Norregöl (Älmeboda socken, Småland), sjö i Tingsryds kommun och Småland 56°33′26″N 15°16′47″Ö / 56.55732°N 15.27980°Ö
- Norrgöl, sjö i Åtvidabergs kommun och Småland 58°09′46″N 16°04′18″Ö / 58.16285°N 16.07157°Ö
- Notgöl, sjö i Västerviks kommun och Småland 57°50′40″N 16°19′43″Ö / 57.84449°N 16.32870°Ö
- Nyabygöl, sjö i Vetlanda kommun och Småland 57°23′05″N 15°17′08″Ö / 57.38485°N 15.28562°Ö
- Nyby göl, sjö i Vetlanda kommun och Småland 57°28′14″N 15°32′29″Ö / 57.47050°N 15.54139°Ö
- Nyckelgöl, sjö i Västerviks kommun och Småland 58°01′45″N 16°03′52″Ö / 58.02918°N 16.06448°Ö
- Nydalsgöl, sjö i Västerviks kommun och Småland 57°40′09″N 16°25′12″Ö / 57.66917°N 16.42002°Ö
- Nyhagagöl, sjö i Sävsjö kommun och Småland 57°19′19″N 14°39′35″Ö / 57.32189°N 14.65973°Ö
- Nysegöl, sjö i Vimmerby kommun och Småland 57°39′19″N 15°56′43″Ö / 57.65531°N 15.94524°Ö
- Närmstegöl, sjö i Gnosjö kommun och Småland 57°27′23″N 13°52′18″Ö / 57.45648°N 13.87158°Ö
- Näsegöl, sjö i Hultsfreds kommun och Småland 57°31′00″N 15°56′28″Ö / 57.51659°N 15.94104°Ö
- Nässjagöl, sjö i Vetlanda kommun och Småland 57°25′08″N 15°02′45″Ö / 57.41892°N 15.04582°Ö
- Nävegöl, sjö i Tingsryds kommun och Småland 56°28′12″N 15°11′24″Ö / 56.47006°N 15.18999°Ö
- Nävergöl, sjö i Oskarshamns kommun och Småland 57°28′15″N 16°26′04″Ö / 57.47092°N 16.43436°Ö
- Nålgöl, sjö i Västerviks kommun och Småland 57°36′37″N 16°19′47″Ö / 57.61022°N 16.32968°Ö
- Nöjgöl, sjö i Oskarshamns kommun och Småland 57°27′06″N 16°26′21″Ö / 57.45159°N 16.43919°Ö
- Obbagöl, sjö i Nybro kommun och Småland 56°35′58″N 15°46′29″Ö / 56.59956°N 15.77463°Ö
- Odlemossegöl, sjö i Oskarshamns kommun och Småland 57°18′30″N 16°26′54″Ö / 57.30841°N 16.44834°Ö
- Olsbogöl, sjö i Gislaveds kommun och Småland 57°29′50″N 13°41′44″Ö / 57.49721°N 13.69543°Ö
- Olvegöl, sjö i Vimmerby kommun och Småland 57°44′11″N 15°46′57″Ö / 57.73638°N 15.78254°Ö
- Oppeboda göl, sjö i Kalmar kommun och Småland 56°50′43″N 16°20′23″Ö / 56.84520°N 16.33961°Ö
- Ormagöl, sjö i Uppvidinge kommun och Småland 56°56′35″N 15°39′44″Ö / 56.94306°N 15.66213°Ö
- Ormegöl, sjö i Hultsfreds kommun och Småland 57°20′48″N 15°55′33″Ö / 57.34663°N 15.92580°Ö
- Ormgöl, sjö i Västerviks kommun och Småland 57°45′52″N 16°11′27″Ö / 57.76435°N 16.19078°Ö
- Orregöl, sjö i Aneby kommun och Småland 57°48′53″N 14°53′35″Ö / 57.81462°N 14.89298°Ö
- Orsgöl, sjö i Hultsfreds kommun och Småland 57°14′25″N 15°35′00″Ö / 57.24017°N 15.58346°Ö
- Osbrogöl, sjö i Alvesta kommun och Småland 57°05′59″N 14°22′54″Ö / 57.09965°N 14.38164°Ö